# Geschichte der Stadt Chemnitz
Die Geschichte der Stadt Chemnitz umfasst die Entwicklungen auf dem heutigen Gebiet der Stadt Chemnitz von der ersten Besiedlung, der ersten urkundlichen Nennung 1143 bis zur Gegenwart. Die Stadt bietet eine reiche Gewerbegeschichte mit Bergbau, Metall- und Textilbetrieben. Die industrielle Entwicklung war rasant und trieb die Einwohnerzahl in den 1920er Jahren auf über 360.000 Personen. Für die Zeit der DDR war die Umbenennung in Karl-Marx-Stadt (1953 bis 1990) markant.

## Namensursprung
Der Name Chemnitz leitet sich vom gleichnamigen Fluss ab, der die Stadt durchfließt. Dessen Name wiederum geht auf die slawische Bezeichnung „Kamenica“ (= Steinbach, Sorbisch „kamen“ = „Stein“; vgl. Kamenz) zurück.
Ortsnamenformen
1143: Kameniz, 1218: Camnizensis Conventus, 1254: Kemeniz, 1264: Kemniz, 1293: Kemnicz, 1308: Kempniz, 1378: Kemnicz, 1389: Kempnicz, 1492: Kembnicz.
Die Schreibweise mit Ch beginnt um 1630.

## Von den Anfängen bis zum Ende des Mittelalters
Aus der Zeit vor 1300 liegen lediglich sieben Urkunden vor, doch konnten die stadtarchäologischen Untersuchungen, die gleichzeitig mit dem Wiederaufbau ab 1953 einsetzten und besonders nach 1993 große Teile der Innenstadt erfassten, viele neue Erkenntnisse zur Stadtentstehung und -entwicklung beisteuern.

### Hochmittelalter
Die älteste Urkunde stammt aus dem Jahr 1143 und enthält neben der Bestätigung König Konrads III. für das um 1136 von seinem Vorgänger Lothar gegründete Benediktinerkloster St. Marien auch die Verleihung eines Marktrechtsprivilegs an das Kloster. Dabei wird auch ein „locus Kamenicz“ genannt. Der Standort der ersten klösterlichen Marktsiedlung wird mit guten Gründen unterhalb des Kapellenberges mit der Nikolaikirche auf der anderen Seite der Chemnitz vermutet.
Der klösterliche Markt bildete jedoch nicht den unmittelbaren Vorgänger der königlichen Stadt, sondern die Gründung einer Reichsstadt erfolgte vermutlich unter Friedrich Barbarossa zwischen 1171 und 1174 im hochwasserfreien Bereich um die Johanniskirche. Das staufische Königshaus verfügte bis 1264 über deren Patronat und sie gilt (nach Manfred Kobuch) als erste Stadtkirche.
Auf Grund der zunehmenden Bevölkerungszahl und des gewerblichen Wachstums sowie unzureichender Befestigungsmöglichkeit wurde die Stadt um 1200, vielleicht aber auch schon ein bis zwei Jahrzehnte früher, in die Talaue verlegt. Die ältesten bei den jüngsten stadtarchäologischen Untersuchungen geborgenen und dendrochronologisch bestimmten Hölzer wurden um 1199, um 1200 bzw. 1208 verbaut. Es muss jedoch weiterhin offenbleiben, wer der Gründer der hochmittelalterlichen Stadt in der Aue war. Hierfür kommen Friedrich I. Barbarossa (in seinen letzten Regierungsjahren um 1180), Heinrich VI. und Philipp von Schwaben in Betracht. In einem Zinsregister von 1216 wird Chemnitz erstmals civitas genannt.

### Spätmittelalter
Im Zentrum der Stadtanlage wurde um 1200 die neue Stadtpfarrkirche St. Jakobi gegründet, die 1254 erstmals urkundlich genannt wird. Zunächst war nur der Bereich am Markt und entlang der Langen Straße besiedelt. Diese querte als einzige den gesamten Stadtgrundriss und verband vermutlich ursprünglich die älteren Siedlungskerne um St. Johannis und St. Nikolai. Erst etwas später, wohl in der ersten Hälfte des 13. Jahrhunderts, möglicherweise aber noch vor 1220, wurde der nordwestliche Teil des Stadtkerns aufgesiedelt. Dabei wurden Trockenlegungshorizont aus Astwerk und Holzresten niedergelegt sowie Kanäle zur Entwässerung gegraben, um die vernässte Chemnitzaue begeh- und besiedelbar zu machen. Allerdings bestanden noch bis ins 14. Jahrhundert hinein Freiflächen und offene Gewässer sowie offenbar landwirtschaftlich genutzte Flächen innerhalb des Berings und erst zu dieser Zeit ist die Stadtstruktur weitgehend festgelegt worden. Eine wesentliche Rolle scheint dabei dem Stadtbrand von 1333 zuzukommen. Weitere Brände folgten 1379, 1389 und 1395. Auch der Neumarkt war ursprünglich bebaut und erhielt erst in der Neuzeit seinen Platzcharakter. Hinsichtlich einiger Überlegungen zur Datierung und Anlage der mittelalterlichen Stadt anhand des jüngeren Stadtgrundrisses muss festgestellt werden, dass es im Mittelalter noch zahlreiche Änderungen im Straßengefüge und in der Stadtstruktur gab und damit von der neuzeitlichen Stadtstruktur ausgehenden Überlegungen wenig Wert besitzen.
Die Stadt wurde bald nach ihrer Gründung befestigt. Im Jahr 1264 wurde eine Stadtmauer indirekt genannt, 1296 folgte die direkte urkundliche Erwähnung. Von der Ummauerung sind heute nur wenige Reste erhalten und ihr Verlauf ist im Stadtbild kaum mehr nachzuvollziehen. Doch sind Verlauf, Gestalt und bauliche Entwicklung auf Grund von bildlichen und schriftlichen Quellen sowie der Ergebnisse der stadtarchäologischen Untersuchungen inzwischen gut bekannt. Der Mauerring, mit einer Länge von circa 1650 m, umschloss eine annähernd runde Fläche mit einem Durchmesser von etwa 500 m. Er besaß vier Tore jeweils mit Turm, 21 weitere Türme mit Abständen von weniger als 70 m und eine Pforte. Davor lagen die Zwingermauer mit halbkreisförmigen barocken Bastionen und der 16 bis 33 m breite Stadtgraben mit innerer und äußerer Stadtgrabenmauer. Die in Lehm gesetzte Stadtmauer wird in die erste Hälfte des 13. Jahrhunderts datiert, die Zwingermauer stammt aus der zweiten Hälfte des 14. Jahrhunderts.
Der Stadt wurde 1290/91 der Charakter einer „Reichsstadt“ bestätigt. Aus der Urkunde lassen sich erstmals Hinweise auf die Existenz von Richter, Räten und einer Ratsverfassung entnehmen, die für 1298 sicher bezeugt sind. 1308 verlor Chemnitz seinen Stand als Reichsstadt wieder, als es nach der Schlacht bei Lucka an das Haus Wettin fiel.
Mit dem verstärkten Einsetzen der schriftlichen Quellen im 14. Jahrhundert und den archäologischen Ausgrabungen ist das Handwerk in Chemnitz gut erforscht. 1357 erhielt die Stadt ein landesherrliches Bleichprivileg. Das Bleichmonopol bedeutete, dass jede in der Mark Meißen produzierte Rohleinwand zum Veredeln auf die Chemnitzer Bleichpläne gebracht werden musste. Dies bildete eine wesentliche Grundlage für den Aufstieg, durch den sich Chemnitz zum Zentrum der obersächsischen Leineweberei und ab dem 16. Jahrhundert auch der Baumwollweberei und Färberei entwickelte. Einen zweiten wirtschaftlichen Schwerpunkt bildete die Metallverarbeitung, speziell das Hüttenwesen.
In Chemnitz bestand im MA auch eine Kalandsbruderschaft mit dem Namen fraternitas corporis Christi (Bruderschaft des Leibes Christi), dessen Mitglieder, in der Regel aus den angesehensten Familien der Stadt, zu dem Zwecke zusammengetreten waren, um am ersten Tag des Monats durch Beten das Heil ihrer Seelen zu fördern, so dass die frommen Werke der Genossenschaft jedem Einzelnen zugutekamen. 1412 stiftete die Kalandsbruderschaft den Fronleichnamsaltar in der Jacobikirche. Die Kalandsbruderschaft wurde auch Constabelgesellschaft genannt.
Durch Ankauf von Fluren fast aller Klosterdörfer des Benediktinerklosters (1402) erweiterte die Stadt ihr Gebiet beträchtlich, neue Vorstädte konnten sich entwickeln.
Im 15. Jahrhundert war Chemnitz weiterhin von der Textilherstellung geprägt. Mit dem Großen Berggeschrey um 1470, das mit dem Fund von Silber in Schneeberg einherging, begann für Chemnitz eine neue gewerbliche Phase. Chemnitzer Familien beteiligten sich nicht nur am Bergbaugeschäft, sondern auch an der nachfolgenden Be- und Verarbeitung. Kupferhammer und Saigerhütte wurden vor den Stadttoren an der Chemnitz errichtet. Ende des 15. Jahrhunderts entstanden mit dem Rathaus, dem Gewandhaus der Tuchmacher, der Lateinschule und mehreren Bürgerhäusern die Stadt prägende Gebäude.

### Zerstörte Bauten aus dem Mittelalter
Für die (zumindest in Teilen) erhaltenen Bauten aus dem Mittelalter siehe Liste von Sehenswürdigkeiten in Chemnitz.

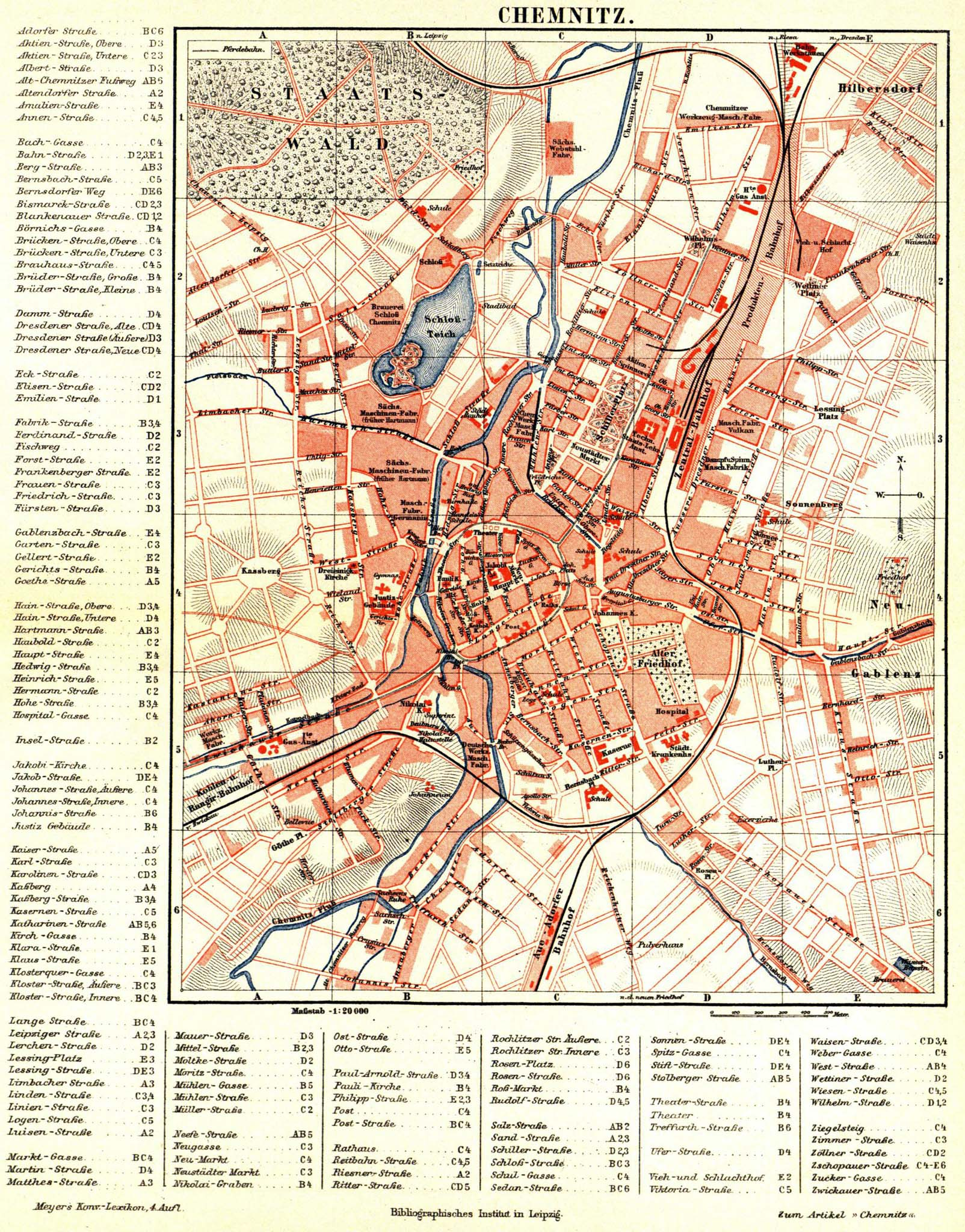
Chemnitz um 1885

Neben der erhaltenen Stadtkirche St. Jacobi existierte intra muros noch eine zweite große Kirche, die Neue St. Johannis-Kirche bzw. ab 1876 St.-Pauli-Kirche. Sie wurde 1750–56 an der Stelle der Klosterkirche des 1481 gegründeten Franziskanerklosters gebaut. Auch dieser Bau wurde im Krieg zerstört, zunächst teilweise wiederaufgebaut und 1961 gesprengt. 1955–58 und 1961/62 wurde der Grundriss des Franziskanerklosters mit dem Pfortenturm untersucht und damit die Deutung einer Zeichnung des Klosters von 1756 möglich sowie der Grundriss der gesamten Anlage mit der dreischiffigen Hallenkirche bekannt.
Weitere öffentliche Gebäude aus der Zeit des Mittelalters waren schon früher der Spitzhacke zum Opfer gefallen: Das Gewandhaus aus der Zeit um 1500 wurde 1826/27 abgebrochen. Die alte Lateinschule aus dem Ende des 14. Jahrhunderts wurde beim Bau des Neuen Rathauses zwischen 1908 und 1911 abgetragen, nur das Portal blieb erhalten.
Zu den Chemnitzer Bürgerhäusern liegen Aussagen fast ausschließlich aus den jüngsten archäologischen Untersuchungen vor, denn für bauhistorische Untersuchungen fehlen die Objekte. Bei den ältesten Häusern aus der Zeit um 1200 handelte es sich um Ständerbohlenbauten mit Firstständern, zeitlich folgten mehrere Fachwerkhäuser des 13. Jahrhunderts auf Steinfundamenten, die ebenfalls als Ständerbohlenbauten ausgeführt waren. Die Häuserflucht am Markt verschob sich zwischen Anfang des 13. und dem 14. Jahrhundert kontinuierlich in Richtung Markt und blieb dann mit der Errichtung von Steinhäusern im 14. Jahrhundert bis zur Zerstörung 1945 konstant.
Als einiges der wenigen zumindest durch Fotos aus den 1870er-Jahren bekannten Häuser erscheint die ehemalige Adler-Apotheke. 1495 war sie im Besitz des Bürgermeisters Ulrich Schütz; nach dem Umbau 1673 (?) wurde die Apotheke Ende des 19. Jahrhunderts abgebrochen, heute ist nur noch ein gedrechseltes Geländerteil aus der ersten Hälfte des 17. Jahrhunderts überliefert.
Weiterhin sind zwei Hausportale aus der Frührenaissance erhalten geblieben: Das Judith-Lucretia-Portal, datiert 1559, das jetzt am Alten Rathaus angebracht ist, befand sich bis 1910 am sogenannten „Neefeschen Haus“. Es wurde um 1555 vom Ratsherrn, Tuchmacher und -händler Merten Groß errichtet, kam um 1580 an die Erben Agricolas und 1589 in den Besitz der Familie Neefe. Erst 1804 wurde es von diesen verkauft und 1815 zum Hotel „Römischer Kaiser“ umgebaut. 1921 musste das Haus nach einem Großfeuer abgebrochen werden.
Das Gute-Hirten-Portal von 1542, das sich nun im Schloßbergmuseum befindet, war ursprünglich in einem Haus in der Inneren Klosterstraße eingebaut, das früher fälschlich „das Kloster“ genannt wurde. 1868 ist es abgebrannt und nur durch eine Zeichnung des Stadtbaurats A. Gottschaldt überliefert.
Nach der Blütezeit der Stadt im 15./16. Jahrhundert endete weitgehend auch die Errichtung von glanzvollen Bauten. Eine Ausnahme stellt das Siegertsche Haus am Markt mit einer prachtvollen Barockfassade dar.
Die Nikolaikirche mit dem klösterlichen Markt wurde 1884 abgebrochen und östlich von ihr ein Neubau errichtet, der wiederum im Zweiten Weltkrieg zerstört wurde. Von der Vorgängerkirche wurde nur wenig Bauplastik geborgen, hinzuweisen ist besonders auf ein Kapitellstück des romanischen Eingangstores. Durch radiometrische Messungen konnte zumindest die Lage des Grundrisses im Gelände eindeutig bestimmt werden.

## Frühe Neuzeit

### Reformation, Hexen, Kriege
Im Jahre 1539 wurde die Reformation im albertinischen Sachsen und in der Stadt eingeführt. In dieser Zeit wurde Chemnitz ein Zentrum des Humanismus, als der Montanwissenschaftler, Arzt und Humanist Georgius Agricola wirkte. Ab etwa 1531 lebte er als Stadtarzt in Chemnitz. In den Jahren 1546, 1547, 1551 und 1553 übernahm er auf Anordnung des Herzogs Moritz von Sachsen das Amt des Bürgermeisters. Hier entstand sein Hauptwerk De re metallica libri XII.
Mit der Reformation erfolgte 1539 die erste Kirchenvisitation in Chemnitz. 1540 wurde das Chemnitzer Franziskanerkloster aufgelöst. Das Benediktinerkloster wurde ab 1541 weltlich verwaltet und 1546/1547 in ein Schloss und das Klostergebiet in ein Amt umgewandelt. Abt Hilarius von Rehburg trat zur neuen Lehre über, durfte im Kloster als Verwalter bleiben, heiratete die Tochter des Bürgermeisters Heintze und führte ein bürgerliches Leben.

In Chemnitz gab es von 1514 bis 1679 Fälle von Hexenverfolgung. Acht Personen gerieten im Amt Chemnitz in Hexenprozesse. Auch in Klaffenbach trat Hexenverfolgung auf. 
Durch eine Pestepidemie 1613, einen großen Stadtbrand 1631 und die Zerstörungen des Dreißigjährigen Krieges ging die Zahl der Einwohner von rund 5500 um 1610 auf etwa 3000 zurück. Die Stadt war hochverschuldet und zum großen Teil zerstört. Bis 1700 stieg die Einwohnerzahl wieder auf ungefähr 5000 an.
Von 1621 bis 1622 hatte Chemnitz eine Kippermünzstätte, in der unter Münzmeister Christoph Stundheim Interimsmünzen (Kippermünzen) geschlagen wurden. Das waren Kippergroschen- und Kreuzerstücke bis hin zum sogenannten Kippertaler zu 60 Groschen.
Im Dreißigjährigen Krieg wurde Chemnitz mehrmals zerstört. Im Jahr 1645 war die Einwohnerzahl der Stadt auf weniger als ein Viertel dezimiert und zählte nur noch 1200 Menschen. Von 448 Häusern in der Stadt waren 288 vernichtet. Die Tilgung der Kriegsschulden dauerte bis 1698.

In dem Jahrhundert nach dem Dreißigjährigen Krieg wurde Chemnitz zu einem Mittelpunkt der Webfabrikation und des Manufakturwesens. Im Vertrieb der Waren entwickelte sich das Verlagssystem. Als wesentlicher Gewerbezweig wuchs in der Stadt und in der Umgebung die Strumpfwirkerei.
„Drei Männer, Meister Röder, Braun und Sauer, deren Namen unvertilgbar geworden sind, nicht bloß für Chemnitz, sondern für Sachsen, ja für Deutschland, begründeten heuer (1728) einen neuen Industriezweig dadurch, dass sie das Weben baumwollener Strümpfe, Mützen, Handschuhe etc. nach Chemnitz verpflanzten.“
Während des Großen Nordischen Krieges wurde die Stadt mehrfach durch dänische, schwedische, russische und sächsische Truppen besetzt und musste hohe Kontributionen entrichten. Dies wiederholt sich im Siebenjährigen Krieg (1756–1763), durch den sich die Verluste der Stadt nach der preußischen Besetzung auf etwa 1,12 Millionen Taler beziffern lassen. 
In der Zeit danach erlebte Sachsen dank staatlicher Hilfe einen Aufschwung in Wirtschaft, Handel und Gewerbe. Chemnitz und sein Umland formten ein Zentrum der Kattundruckerei. Eine neue Qualität erreichte die Chemnitzer Wirtschaft durch die Mechanisierung des Spinnens mittels Wasserkraft. Nach englischem Vorbild entstanden im Schutz kurfürstlicher Privilegien Maschinenspinnereien, als erste und Ausgangspunkt der Industriellen Revolution in Sachsen ab 1798 die Bernhardsche Spinnerei in Harthau bei Chemnitz.

### Chronik

Karte von Chemnitz (um 1760)

- 1511: Herzog Georg verleiht der Stadt als besondere Gnade zwei Viehmärkte.
- 1515: Der Abt Heinrich von Schleinitz legt den Grund zum steinernen Neubau der Klosterkirche und ihres Turmes.
- 1525: Der massive und erweiterte Bau der Berg-Klosterkirche sammt Turm wurde vollendet.
- 1529: Der Chemnitzfluss tritt über die Ufer und riss vor dem Chemnitzer Tor die Kapelle der Heiligen Ottilie weg. Ratsherr Joh. Thiele ließ sie jedoch schöner und massiv auf seine Kosten wieder aufbauen. Im selben Jahr brach auch eine mörderische Seuche, der kalte Schweiß, aus. Viele Menschen starben oft schon in 24 Stunden daran.
- 1533: Der berühmte Gelehrte Georg Agricola zog von Joachimsthal als Stadtarzt nach Chemnitz.
- 1537: Am 5. Mai wurde Wolfgang Jäger wegen Entführung einer Schneidersfrau auf dem Klosterhofe enthauptet. Die Entführte erhielt den Staubbesen.
- 1549: Räumlichkeiten des Benediktinerklosters wurden zu einer fürstlichen Wohnung umgebaut, der Aussicht wegen wurde das Gericht vom großen Anger vor dem Johannistor weggerissen und auf dem Sauanger vor dem Chemnitztor neu errichtet, der Schlossteich wurde angelegt.
- 1560: Am 1. Juli gab es eine große Überschwemmung, das Wasser riss die Stadtmauer am Niclastor ein und stand drei Ellen hoch vom Klostertor bis zur Pforte.
- 1562: Am 26. Januar wurde der Marktmeister enthauptet, weil er zwei angetraute Weiber hatte.
- 1566: Die Johanniskirche wurde, nachdem sie 19 Jahre in Trümmern lag, wieder aufgebaut.
- 1567: Die Pest wütet in Chemnitz – 650 Menschen sterben.
- 1568: Blechprivileg der Stadt Chemnitz wird durch Kurfürst August bestätigt, die Pest wütet noch immer und fordert 900 Opfer, ein gewisser Römer wird verbrannt, weil er Pestkranken siedendes Wasser in den Hals gegossen hat.
- 1585: Die Pest brach wieder aus – unter den Opfern Bürgermeister Paul Kinder, der Johannis-Gottesacker erhielt eine Erweiterung.
- 1589: Ein Floßgraben aus den Einsiedler- und Dittersdorfer Wäldern wurde bis zum alten Sauanger zum Holzflößen angelegt.
- 1590: Über den Stadtgraben am Nicolaitor wird eine steinerne Brücke gebaut, wegen einer ungewöhnlichen Dürre kommt es zu einer Hungersnot, 24 Wochen regnet es nicht, die Bäche und Flüsse trockneten aus und die Wälder brannten.
- 1591: Die Tuchmacherei steht in Blüte, die Vorstädte wurden vergrößert, Häuserbau um den Stadtgraben (Grabenvorstadt).

- 1603: die St. Georgenkirche wird wiederaufgebaut
- 1608: durch günstige Gewerbsverhältnisse hatte sich die Lebensqualität erhöht und die Einwohnerzahl vergrößert
- 1612: die Pest brach aus, von Ostern bis in den Herbst starben 964 Personen – darunter Bürgermeister M. Christoph Kinder, ein Senator und der Pfarrer zu St. Johannis
- 1613: im Juli bricht die Pest wieder aus – 941 Personen sterben
- 1616: von Mai bis Oktober regnet es nicht einmal
- 1617: am 5. November 4 Uhr früh wird das Rathaus ein Raub der Flammen, die Ratsversammlungen finden im Dr. Vogelschen Haus am Roßmarkt statt
- 1618: das Rathaus wird wieder aufgebaut
- 1619: im Herbst dieses Jahres wird das Rathaus wieder bezogen, die erste Kämmersitzug findet am 11. November statt
- 1620: der hohe Turm wird vollendet; Chemnitz bekommt eine Winkelmünze, dafür wird in der Klostermühle das Mühlenwerk herausgerissen

Im Jahre 1620 gelangt die Stadt in den Besitz der Ober- und Erbgerichtsbarkeit. Kurfürst Johann Georg I. verkaufte dem Chemnitzer Rat, auf dessen vorheriges Ansuchen hin, die Ober- und Erbgerichtsbarkeit innerhalb und außerhalb der Stadt im Bereich der Bannmeile für 3000 Meißnische Gulden.
- 1621: am 29. Juni wird die große Glocke auf den Kirchturm gebracht; am 13. August wird das erste Geld gemünzt
- 1622: durch Kippen und Wippen des Geldes kam es zu einem starken Preisanstieg und Inflation
- 1623: der Falschmünzerei wurde ein Ende gesetzt, indem die Winkelmünzen die nicht konventionsmäßig geprägte Münzen herstellten aufgehoben wurden
- 1631: Am 12. Juni 15:30 Uhr nachmittags bricht in der Klosterquergasse bei einem Peter Quellmalz, durch die Schuld eines Knaben mittels Schießpulver, ein Feuer aus. Innerhalb von vier Stunden lagen die Häuser der Klosterquer-, Spitz-, Herren-, Weber-, Kloster- und Lohgasse in Schutt und Asche. Insgesamt fielen dem Brand 300 Häuser, davon 60 in der Klostervorstadt und 9 Scheunen sowie einige außerhalb der Stadt zum Opfer.
- 1639: am 14. April kommt es zur Schlacht bei Chemnitz (1639) eine vernichtende Niederlage für die Kaiserlichen und Kursachsen

Durch den gesteigerten Geschäftsverkehr Ende des 17. Jahrhunderts gab es eine weitere Neuerung in der Stadt – die erste Postanstalt. Laut Erlass des kurfürstlichen Oberpostamtes zu Leipzig vom 13. Juni 1696 wurde „zur Beförderung der Korrespondenz und Fortbringung reisender Personen eine wöchentlich zweimal gehende, geschwinde fahrende Post von Leipzig über Borna, Penig, Frohburg, Chemnitz, Ehrenfriedersdorf, Thum nach Annaberg“ eingerichtet. Landkutscher („geschworene Boten“) gab es weiterhin.

## Stadtentwicklung seit dem 19. Jahrhundert

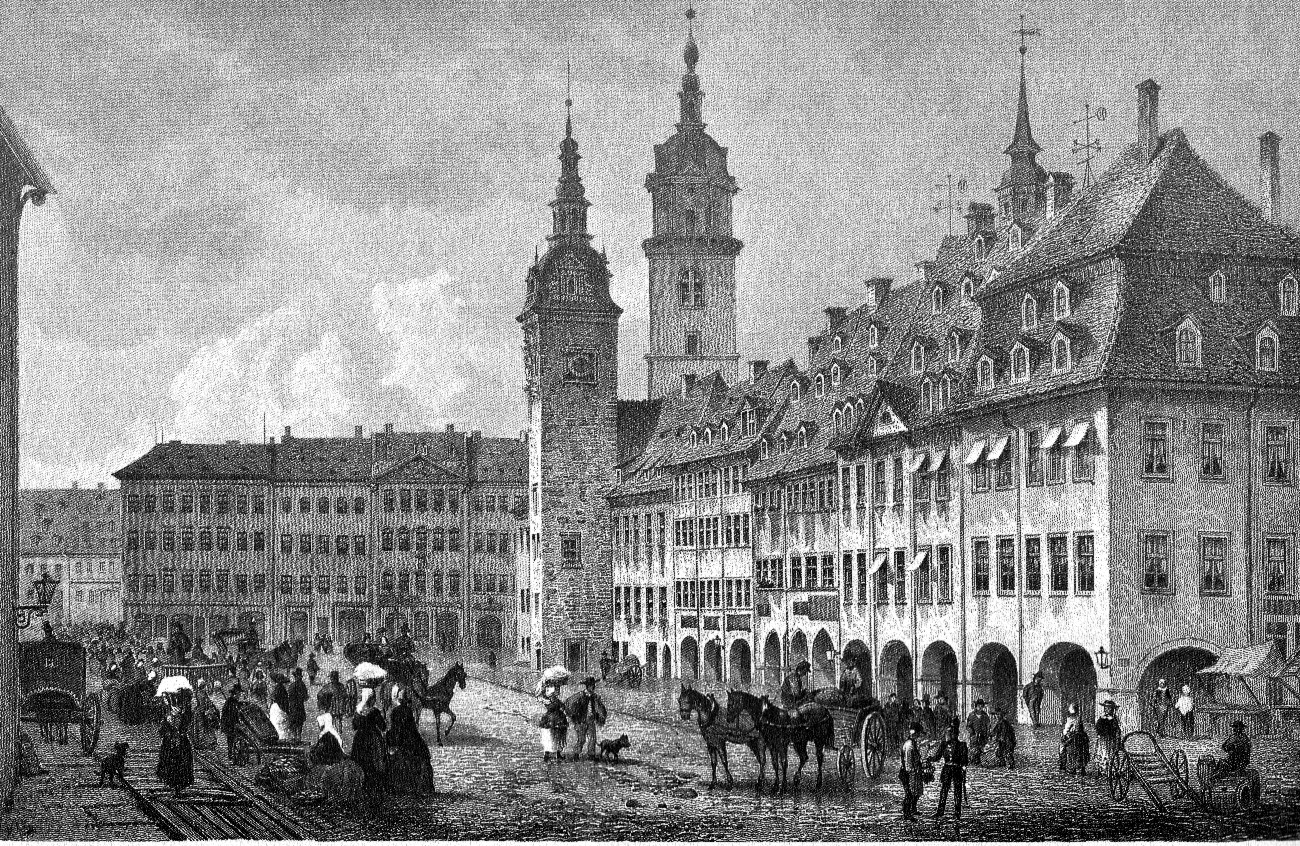
Ludwig Rohbock, Ansicht des Chemnitzer Marktplatzes um 1850

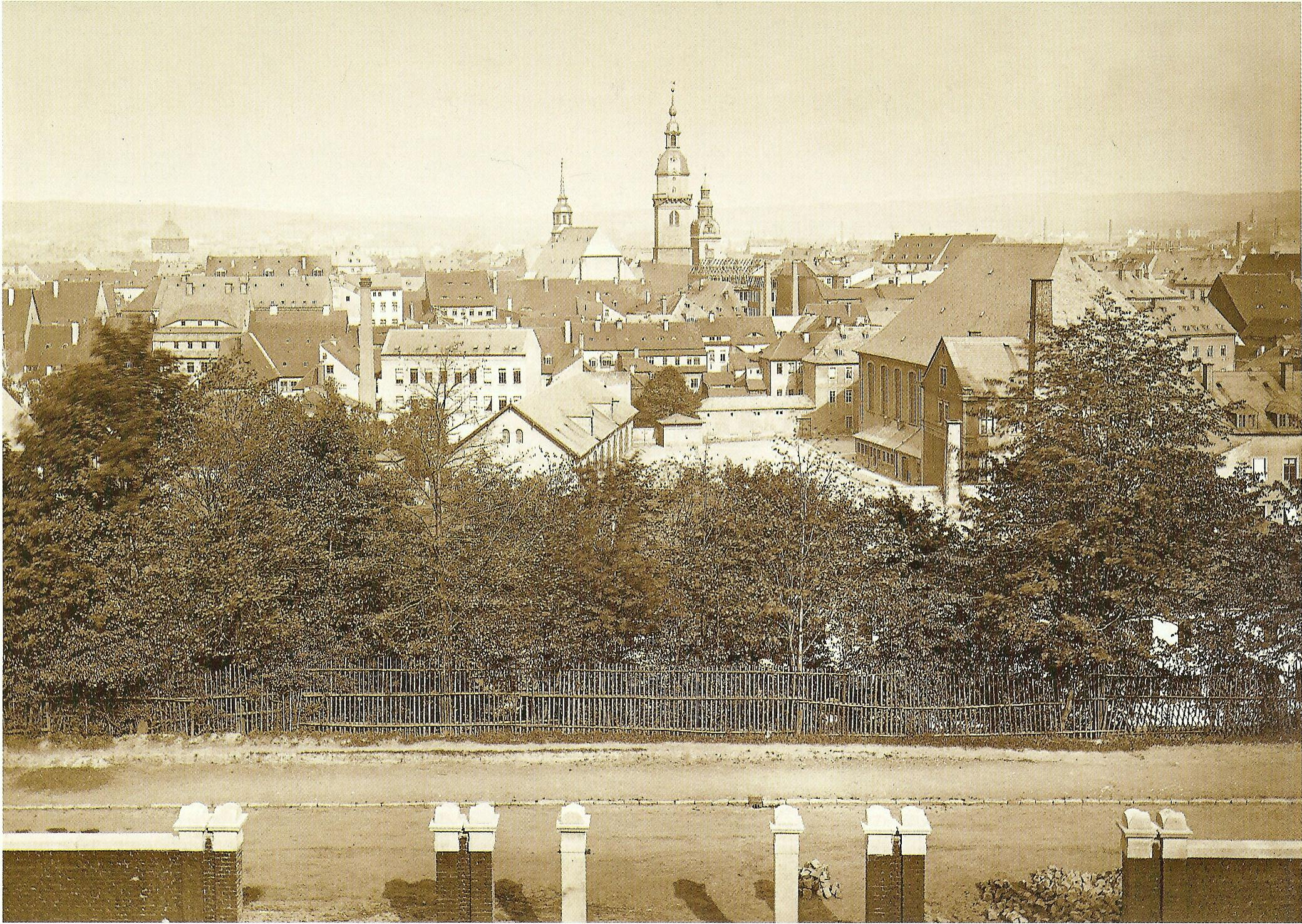
Panoramaansicht von Chemnitz im Jahr 1883

### Industrielle Revolution
Mit der Industriellen Revolution setzte um 1800 ein großer Aufschwung ein und Chemnitz wurde zu einer der bedeutendsten Industriestädte Deutschlands, Johann von Zimmermann errichtete die erste Werkzeugmaschinenfabrik auf dem Kontinent, 1848 folgte die Dampflokomotive „Glück auf“ von Richard Hartmann. Das Unternehmen Hartmann wurden in den Folgejahren der größte Industriebetrieb des Königreichs Sachsen. Die Vielzahl der Schornsteine der Fabriken und Gießereien und die damit verbundene Rauch- und Schmutzentwicklung verliehen Chemnitz den Beinamen „Sächsisches Manchester“. In der industriell bestimmten Stadt traten die sozialen Gegensätze zutage. Der Anteil der Lohnarbeiter belief sich Mitte des 19. Jahrhunderts auf ein Drittel der Bevölkerung. 1852 bekam Chemnitz mit der Eröffnung der Bahnstrecke Riesa–Chemnitz einen Eisenbahnanschluss. 
Die Stadt wurde zu einem Zentrum des deutschen Maschinenbaus (Sächsische Maschinenfabrik vorm. Richard Hartmann, Schönherr & Seidler später Sächsische Webstuhlfabrik AG), der Herstellung von Werkzeugmaschinen (Union und Schüttoff), Fahr- und Motorrädern sowie Autos (Presto-Werke). Im benachbarten Schönau waren die Wanderer-Werke ebenfalls ein bedeutender Hersteller von Fahrzeugen sowie von Werkzeug-, Schreib- und Rechenmaschinen (Marke „Continental“). Das 1927 gebaute Wanderer-Automobilwerk in Siegmar wurde Teil der Mitte 1932 gegründeten Auto Union AG, die ihren Sitz von 1936 bis 1948 in Chemnitz hatte. Ende des 19. Jahrhunderts konzentrierten sich 80 % der Weltproduktion an Damenstrümpfen in Chemnitz und Umgebung. 
Der langjährige Oberbürgermeister Wilhelm André war neben Werner von Siemens einer der Initiatoren für den Erlass des deutschen Patentgesetzes von 1877, mit dem Erfindungen erstmals rechtlichen Schutz erfuhren. 1891 kamen sechsmal so viele Patentanmeldungen aus Chemnitz wie im Reichsdurchschnitt. 
Betrug die Einwohnerzahl im Jahr 1800 noch etwa 10.500, so wurde Chemnitz 1883 mit über 103.000 Einwohnern zur Großstadt. Daher wurde die Stadt baulich erheblich erweitert. Im letzten Drittel des 19. Jahrhunderts entstanden die Wohnviertel Brühl, Sonnenberg und Kaßberg. 1868 wurde auf ein königliches Dekret hin ein humanistisches Gymnasium gegründet, das heutige Karl-Schmidt-Rottluff-Gymnasium. Dieses Gymnasium Chemnitiense stand in der Tradition der 1399 eröffneten Lateinschule, die durch ihre humanistische Bildung und Erziehung über Jahrhunderte Generationen von Schülern prägte.
Ab den 1870er Jahren entstanden ausgedehnte Wohngebiete und Fabrikanlagen außerhalb der mittelalterlichen Stadt, doch auch die vergleichsweise kleine Innenstadt wurde zu dieser Zeit wesentlich umgestaltet. So war schon Anfang des 19. Jahrhunderts damit begonnen worden, die Festungsanlagen zu schleifen. Der aus dem Spätmittelalter überkommene Stadtgrundriss unterlag einigen kleinen Veränderungen, an der Stelle ein- und zweigeschossiger Gebäude entstanden große und repräsentative Wohn-, Büro- und Geschäftshäuser, Hotels, Restaurants, Kinos sowie Banken. Um 1900 war die Innenstadtbildung weitgehend abgeschlossen.
An der Wende vom 19. zum 20. Jahrhundert war Chemnitz in Verwaltungsberichten und Adressbüchern als „Fabrik- und Handelsstadt“ ausgewiesen. Es dominierten der Maschinenbau und die Textilindustrie. Daneben hatten sich Eisengießerei, Metallwarenfabrikation, Elektrotechnik, Fahrradherstellung, Färberei und chemische Industrie zu wichtigen Produktionszweigen entwickelt. In dieser Zeit verzeichnete die Stadt das höchste Pro-Kopf-Steueraufkommen und die höchste Pro-Kopf-Wertschöpfung aller deutschen Städte.
1900 wurde Chemnitz Sitz der Kreishauptmannschaft, zahlreiche Eingemeindungen vergrößerten das Stadtgebiet.
Bis zum Ersten Weltkrieg entstanden in Chemnitz repräsentative Bauten für kulturelle Einrichtungen, für die Verwaltung und für den Handel, etwa der Theaterplatz (1909) mit dem König-Albert-Museum und dem Neuen Stadttheater (ab 1925 Opernhaus), das Neue Rathaus (1911) und das Warenhaus Tietz (1913).

### Wachstum in der Weimarer Republik
Die Einwohnerverluste des Ersten Weltkrieges glichen sich schnell aus, 1919 wurden bereits wieder mehr als 300.000 Bewohner gezählt. Mitte der 1920er Jahre gingen einige davon aus, dass Chemnitz mittelfristig durch Eingemeindung mit den Umlandgemeinden zu einer Millionenstadt heranwachsen könnte. Die damals als realistisch zu betrachtende Vision der „Millionenstadt Chemnitz“ brachte auch zahlreiche Überlegungen zum Ausbau der Verkehrsinfrastruktur mit sich, zumal die Stadt Chemnitz die höchsten Nutzungsraten des Individualverkehrs im Freistaat Sachsen hatte. Diese Vorhaben reichten von Planungen einer Gürtelstraße mit Nah- und Schnellverkehrsspuren und einer Schnellstraßenbahn, die sämtliche Ausfallstraßen ringförmig verbinden sollte, bis zu Überlegungen zur Ausarbeitung von Projekten einer Stadtbahn, Ringbahn oder Untergrundbahn im Stadtzentrum. Und diese Vorhaben waren wichtig, so beschreibt ein Zeitgenosse den Chemnitzer Verkehr wie folgt:

„Da siehst du ein Stück Chemnitzer Verkehr. Du wunderst dich. In Leipzig, in Dresden ist der Verkehr ja auch beachtlich. Aber hier? Unwillkürlich denkst du an Paris, etwa Place St. Michel? Das stimmt ungefähr. Aber dort ist die innere Disziplin der Kraftwagenfahrer und Fußgänger größer. Noch immer denkt bei uns jeder: ,Paß du auf …', drüben: ,Ich passe auf'. So ist der Unterschied.“

Zu jener Zeit war beispielsweise der Johannisplatz in Chemnitz neben dem Potsdamer Platz und dem Alexanderplatz in Berlin sowie dem Karlsplatz (Stachus) in München einer der verkehrsreichsten Plätze Deutschlands.
In den 1920er-Jahren konnten viele Vorhaben mit sozialen Zielen im Wohnungsbau verwirklicht werden. Neue Wohnsiedlungen im Stil von Gartenstädten und Wohnhöfen wurden errichtet. Es entstanden weiter eine ganze Reihe neuer Bauten für die Industrie, den Handel und die Verwaltung im Stil der Moderne, so bis 1930 das Kaufhaus Schocken an der Brückenstraße nach einem Entwurf des Architekten Erich Mendelsohn. Chemnitz erhielt zudem neue moderne Schulbauten, die Sport- und Erholungsmöglichkeiten wurden ausgebaut. Diese Entwicklung gipfelte in der Errichtung des expressionistischen Baus der Industrieschule 1928 (Architekt: Friedrich Wagner-Poltrock; größte Berufsschule Deutschlands), und im 1929 begonnenen Bau des Stadtbades (Architekt: Stadtbaurat Fred Otto; im Stil des Neuen Bauens). In den städtischen Theatern begann mit dem Generalintendanten Anton Richard Tauber die „Ära Tauber“. (Am 2. März 1913 sang sein Sohn Richard Tauber am städtischen Theater zum ersten Mal in seiner Karriere eine Oper.) Der Maschinenbau erlangte Weltgeltung. Ebenso Teile der Leichtindustrie, so wurde 1925 die zweitgrößte Bäckerei Deutschlands in Chemnitz errichtet.
Seit 1926 gab es einen Chemnitzer Flughafen mit Anschluss an den internationalen Flugverkehr.
Mit der im Jahr 1929 einsetzenden Weltwirtschaftskrise stoppte der Zuzug weiterer Arbeitssuchender. So hatte die Stadt 1930 trotz zahlreicher Eingemeindungen den später nie wieder erreichten Bevölkerungshöchststand mit einer Einwohnerzahl von 360.250.

### Zeit des Nationalsozialismus

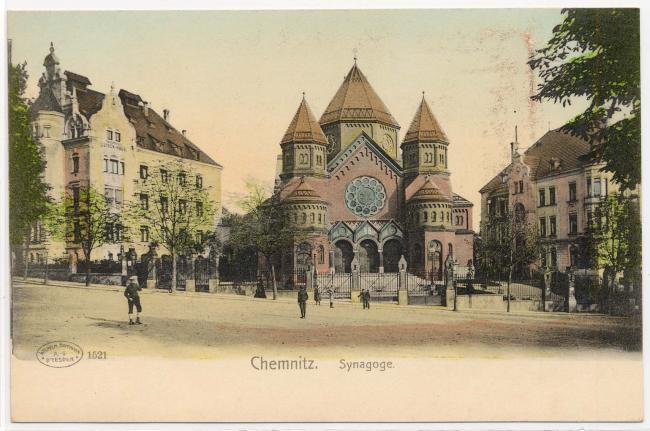
Die Alte Synagoge am Stephanplatz um 1910 (zerstört 1938)

Chemnitz war lange eine sozialdemokratische Hochburg, die 1933 den Nazis in die Hände fiel. Der Geschäftsführer der Zeitung Volksstimme und Stadtverordnete Georg Landgraf wurde am 9. März 1933 erschossen.
Für viele Opfer der nationalsozialistischen Gewalt bildete das Kaßberg-Gefängnis eine der ersten Stationen.
Im Jahr 1923 hatte die jüdische Gemeinde mit 3500 Mitgliedern ihren Höchststand. Es gab 26 jüdische Vereine, und jeder dritte der 600 Chemnitzer Fabrikanten, jeder zehnte Arzt sowie viele Künstler waren Juden. In der Pogromnacht vom 9. zum 10. November 1938 wurde die Synagoge zerstört. Die Gestapo hielt unter harten Bedingungen 14 jüdische Männer für mehrere Wochen fest, die sie mit 172 weiteren, wenig später in das KZ Buchenwald verschleppten Opfern, in Schutzhaft genommen hatte. Viele jüdische Bürger verloren durch den Nazi-Terror ihr Leben oder mussten fliehen. Die sog. Arisierung betraf lokale Geschäfte und Unternehmen ebenso wie das Kaufhaus Schocken oder den Warenhaus-Konzern Tietz.
Auch die Krankenmorde im Raum Chemnitz forderten viele Opfer.
1937 wurden in der Nazi-Aktion „Entartete Kunst“ nachweislich 724 Werke einer Vielzahl von Künstlern aus der Städtischen Kunstsammlung beschlagnahmt und viele davon vernichtet.
Chemnitz war im Wesentlichen eine Industriestadt, was auch die beiden Synonyme „Ruß-Chamtz“ und „Sächsisches Manchester“ zeigen. In den 1930er-Jahren wurden vor der Weltwirtschaftskrise begonnene Bauvorhaben zu Ende geführt, so das Stadtbad und die Südkampfbahn sowie die Anlage der „Neuen Schlossteichanlagen“ auf dem Areal der ehemaligen Maschinenfabrik Hartmann. Nach deren Gründer wurde auch eine zentrale Verkehrsstraße in der Chemnitzer Innenstadt benannt. 1936 verlegte die Auto Union AG ihre Hauptverwaltung von Zschopau nach Chemnitz. Der Fahrzeugbau wurde zu einem bestimmenden Produktionszweig in Chemnitz, die Automobile der Marke „Wanderer“ wurden in Chemnitz hergestellt.

Wegen der Industriedichte wurde die Stadt im Zweiten Weltkrieg als „kriegsentscheidend“ eingestuft. Im Jahr 1944 und insbesondere im Februar und März 1945 war Chemnitz mehr als zehn Mal Ziel alliierter Luftangriffe. Insgesamt wurden von der britischen Royal Air Force und den United States Army Air Forces 7360 t Bomben auf die Stadt abgeworfen. Es waren insgesamt 3600 bis 4000 Todesopfer zu beklagen.
Beim stärksten Luftangriff wurde die Innenstadt am 5. März 1945 zu 95 Prozent zerstört, das Stadtgebiet insgesamt zu zwei Dritteln auf einer Fläche von sechs Quadratkilometern. In der Nacht warfen 683 schwere, viermotorige Bomber der Typen Lancaster und Halifax 413 Luftminen, 1500 Tonnen Sprengbomben und 860 Tonnen Brandbomben ab. Es resultierte ein Flammeninferno. Allein in dieser Nacht gab es über 2100 Todesopfer. Von der angloamerikanischen Presse wurde Chemnitz zusammen mit Essen zur „toten Stadt“ erklärt.
Im Einzelnen waren zerstört oder stark beschädigt oder ausgebrannt: die Jakobi-Kirche, Jodokus-Kirche, Pauli-Kirche, Johann-Nepomuk-Kirche, Nikolai-Kirche, Lukas-Kirche, Kreuz-Kirche, das Hospital St. Georg, das Alte Rathaus und das Rathaus, Hoher Turm und Roter Turm, die Bürgerschule, das Schauspielhaus, das Hauptpostamt, das Städtische Realgymnasium, das Casino-Gebäude, das Central-Theater, das Kaufhaus Tietz, die „Speer’sche Spinnmühle“, die „Becker’sche Baumwollspinnerei“ und praktisch der gesamte Bestand an historischen Wohnhäusern in der Innenstadt. Beschädigt wurden unter anderem die Schloss-Kirche, die Christus-Kirche, die Reichsbank-Filiale und das Opernhaus.
Vom 24. Oktober 1944 bis April 1945 existierte in der Stadt ein Außenlager des KZ Flossenbürg, dessen 510 Frauen-Häftlinge Zwangsarbeit für die Astrawerke verrichten mussten. Untergebracht waren die Frauen in einer Halle an der Altchemnitzer Straße.

### SBZ und DDR

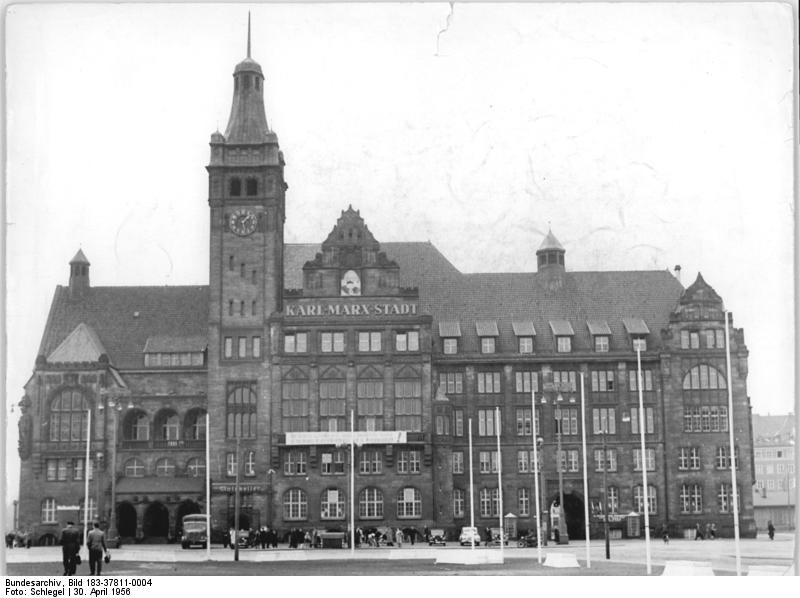
Rathaus, 1956

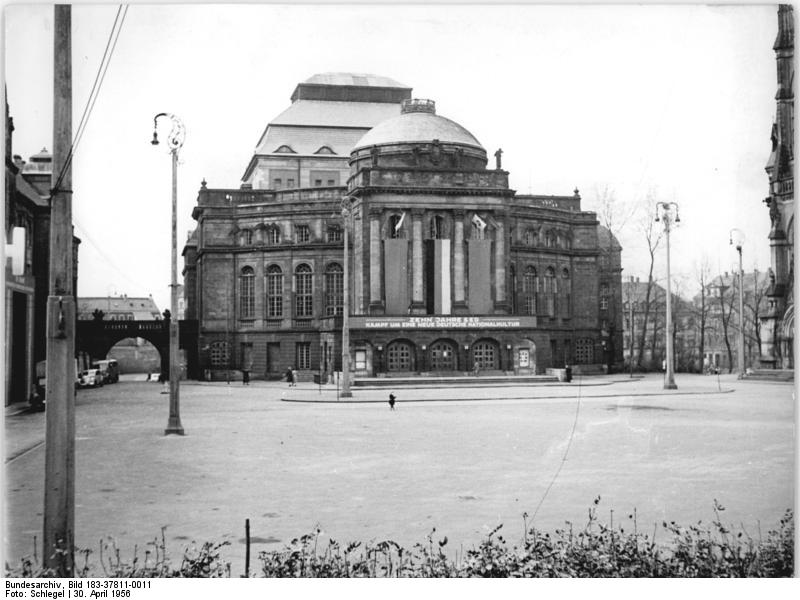
Opernhaus, 1956

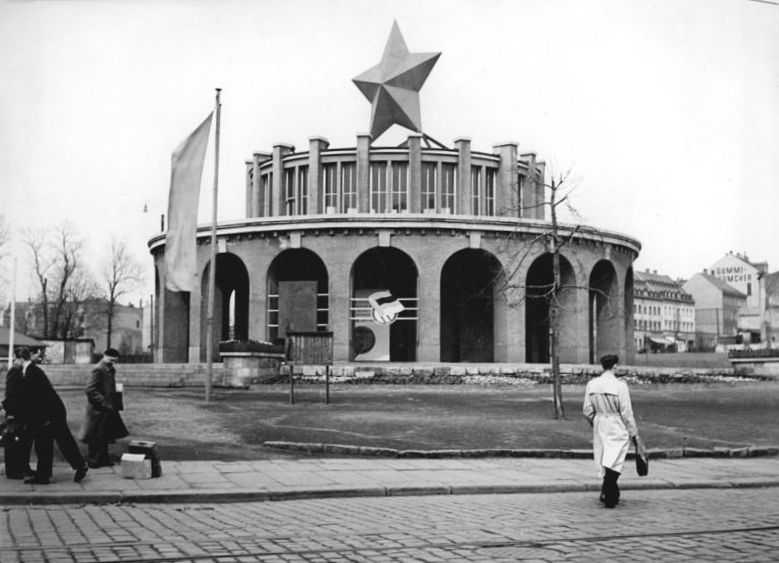
Sowjetpavillon, 1956

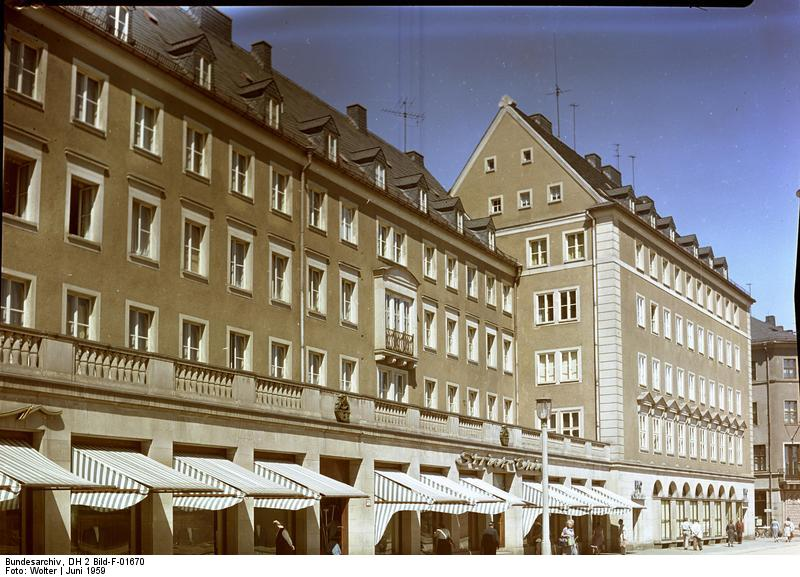
Zentrum, 1959

Nach dem Ende des Krieges wurden die stark in Mitleidenschaft gezogenen Gebäude bis in die 1950er Jahre abgerissen und die frei gewordenen Flächen mit dem Schutt planiert. 1951 wird in Chemnitz-Rabenstein der erste Kulturpalast der DDR errichtet. Der Wiederaufbau im Stadtkern begann im Jahr 1953, wobei zunächst die Wiederherstellung des historischen Stadtgrundrisses vorgesehen war.
Am 10. Mai 1953 beschloss der Ministerrat der DDR die Umbenennung der Stadt Chemnitz in „Karl-Marx-Stadt“. Die Umbenennung nahm Ministerpräsident Otto Grotewohl mit den Worten vor: „Die Menschen, die hier wohnen, schauen nicht rückwärts, sondern sie schauen vorwärts auf eine neue und bessere Zukunft. Sie schauen auf den Sozialismus. Sie schauen mit Liebe und Verehrung auf den Begründer der sozialistischen Lehre, auf den größten Sohn des deutschen Volkes, auf Karl Marx. Ich erfülle darum hiermit den Beschluss der Regierung. Ich vollziehe den feierlichen Akt der Umbenennung dieser Stadt und erkläre: Von nun an trägt diese Stadt den stolzen und verpflichtenden Namen Karl-Marx-Stadt.“
Im Jahre 1958 folgte der Beschluss des V. Parteitages der SED, die Großstädte wieder aufzubauen. Entsprechend den „Grundsätzen der Planung und Gestaltung sozialistischer Stadtzentren“ begann ab 1961 unter Aufgabe der historischen Stadtstrukturen des Mittelalters und der Gründerzeit in „industrieller Bauweise“ (mehrgeschossige Wohnblocks in Großplattenbauweise) der Wiederaufbau der Innenstadt. Karl-Marx-Stadt wurde eine der elf Aufbaustädte der DDR. Ihr Wiederaufbau unterscheidet sich dadurch von dem westdeutscher Städte, als man sich über frühere Eigentumsverhältnisse hinwegsetzen konnte. Rückgrat des weit nach Norden erweiterten Innenstadtbereichs wurde die leicht gekrümmte Achse Rosenhof – Markt – Straße der Nationen. Dabei soll Walter Ulbricht persönlich in die Planung eingegriffen und mit dem Ausspruch „Machen Sie das Zentrum hell und licht, damit die Menschen noch viele Jahre später sagen können: Sie haben gut gebaut.“ eigenhändig die Stellung eines Wohnblocks in dem Stadtmodell verändert haben. Mit dem Wiederaufbau der Stadt nach sozialistischen Maßstäben wurde jedoch der historische Stadtgrundriss missachtet und damit nicht rekonstruiert.
Kurt Müller regierte als Oberbürgermeister für ein Vierteljahrhundert (1961–1986) die Stadt. Neben Wohnhäusern in Großplattenbauweise, großzügigen Plätzen und Parkanlagen in der Innenstadt wurde sie besonders durch das 1971 von Lew Kerbel geschaffene Karl-Marx-Denkmal bestimmt. Die Neugestaltung des Stadtzentrums wurde im Jahre 1974 weitgehend abgeschlossen, obwohl einige Baulücken geblieben waren oder geplante Bauten durch Provisorien ersetzt werden mussten. Hauptaufgabe war von nun an die „Lösung des Wohnungsproblems durch Bau großflächiger Neubaugebiete“, insbesondere des Fritz-Heckert-Gebietes, das für rund 80.000 Menschen Wohnungen bot. Chemnitz hatte sich wirtschaftlich weiterentwickelt, bis 1989 konzentrierten sich hier fast die Hälfte aller Industriebetriebe Sachsens und rund ein Drittel aller Industriebeschäftigten. Hier wurde fast ein Fünftel des DDR-Sozialproduktes erwirtschaftet, rund 50 % davon für den Export in die Sowjetunion.
Als größte der insgesamt 17 Untersuchungshaftanstalten des MfS kam dem Gefängnis in Chemnitz seit Mitte der 1960er Jahre die Funktion zu, die Drehscheibe des deutsch-deutschen Häftlingsfreikaufs zu sein. Annähernd 90 Prozent der auserwählten Gefangenen ließ das MfS aus den verschiedenen Strafanstalten in den B-Block auf den Kaßberg verlegen, im MfS-Jargon als „Päppelanstalt“ bezeichnet. Nach einem mehrwöchigen Aufenthalt wurden sie in Sammeltransporten über den innerdeutschen Grenzübergang Wartha/Herleshausen in das Notaufnahmelager Gießen gebracht.
Es gibt eine Lern- und Gedenkstätte Kaßberg-Gefängnis. Von 1938 wurde es nacheinander von der Gestapo, dem NKWD und dem MfS genutzt.

### Ab 1990

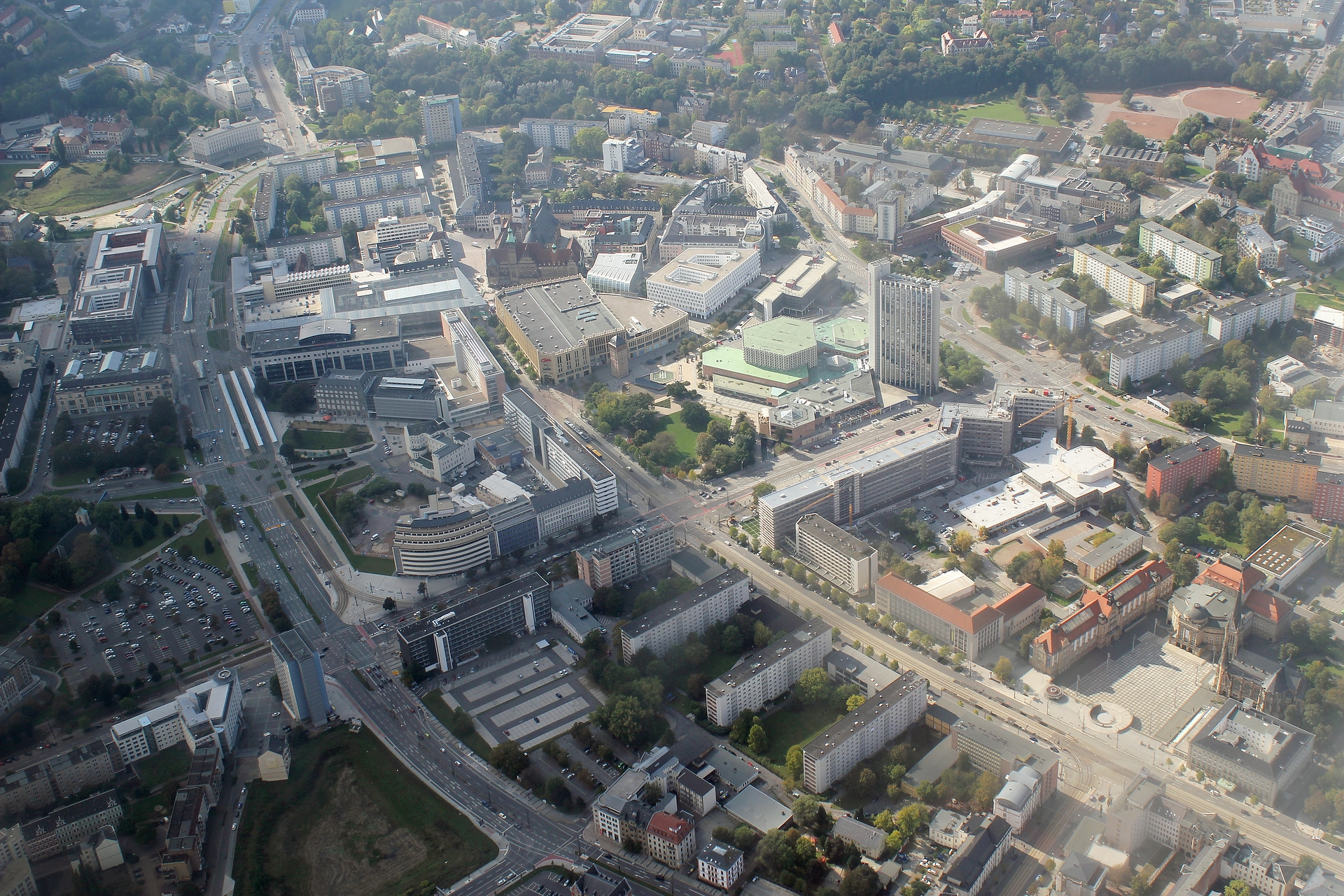
Das Chemnitzer Stadtzentrum, 2014

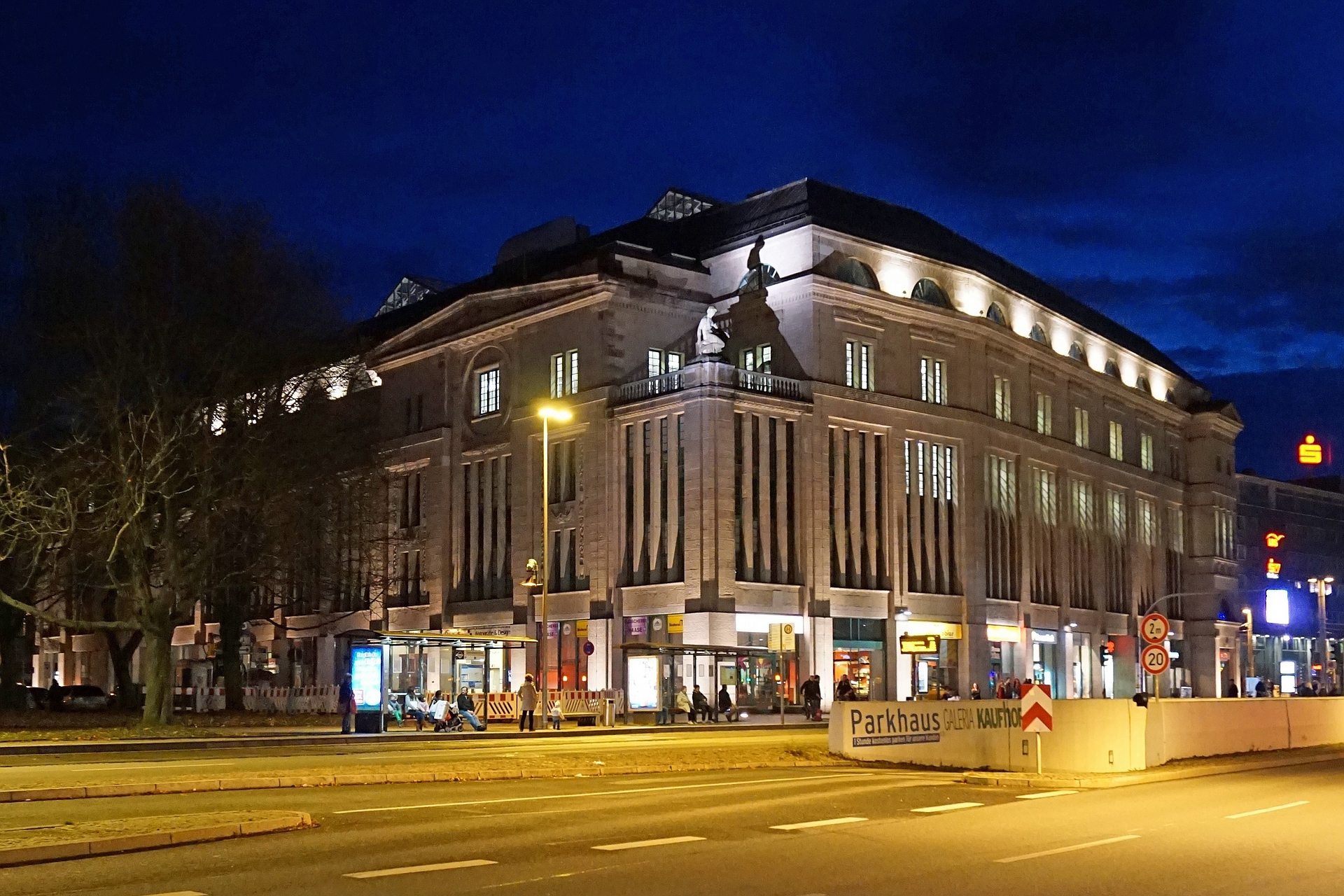
Das 2004 im ehemaligen Kaufhaus Tietz eröffnete Kulturkaufhaus DAStietz in der Bahnhofstraße

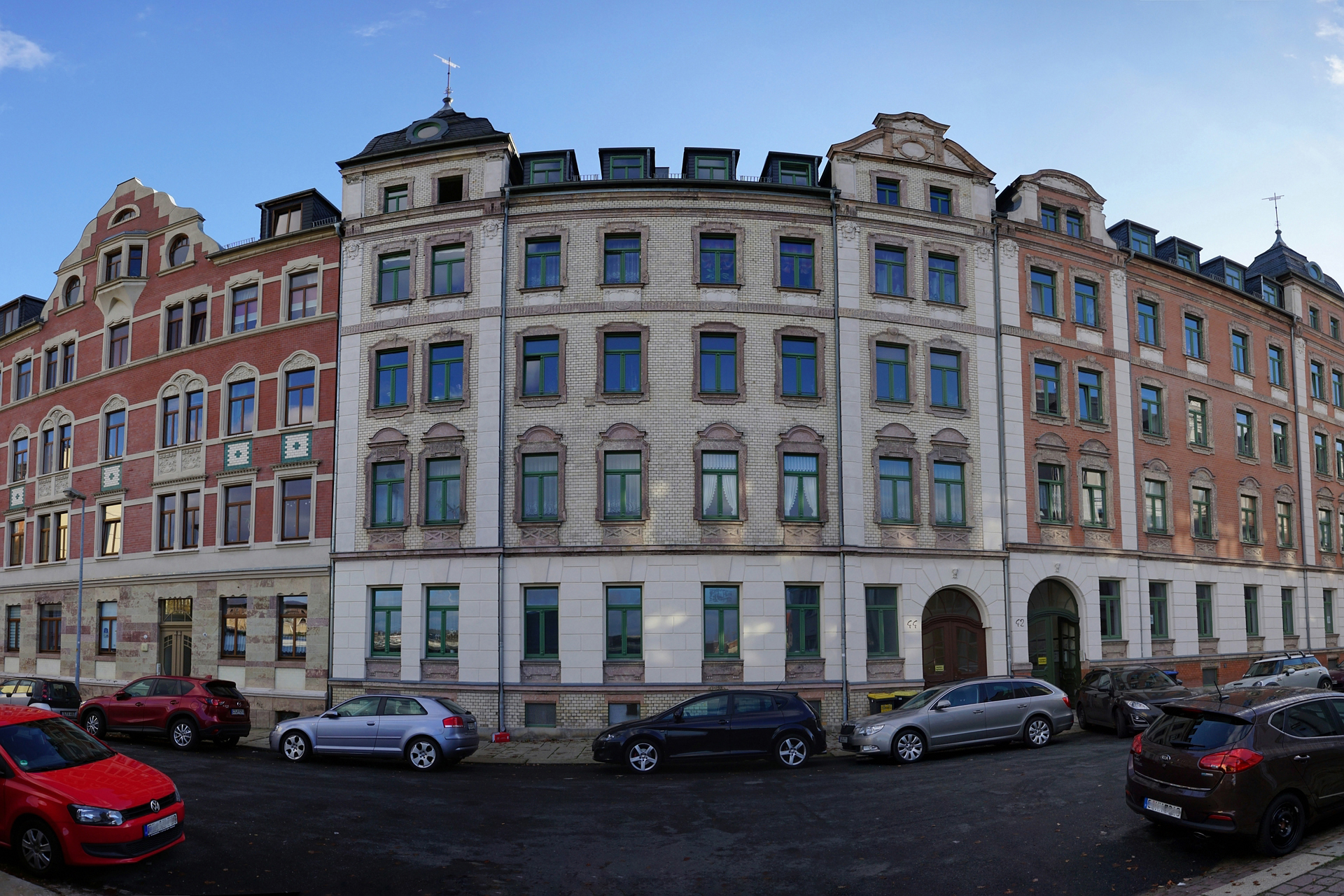
Nach 1990 restaurierte Gründerzeitfassaden an der Holbeinstraße

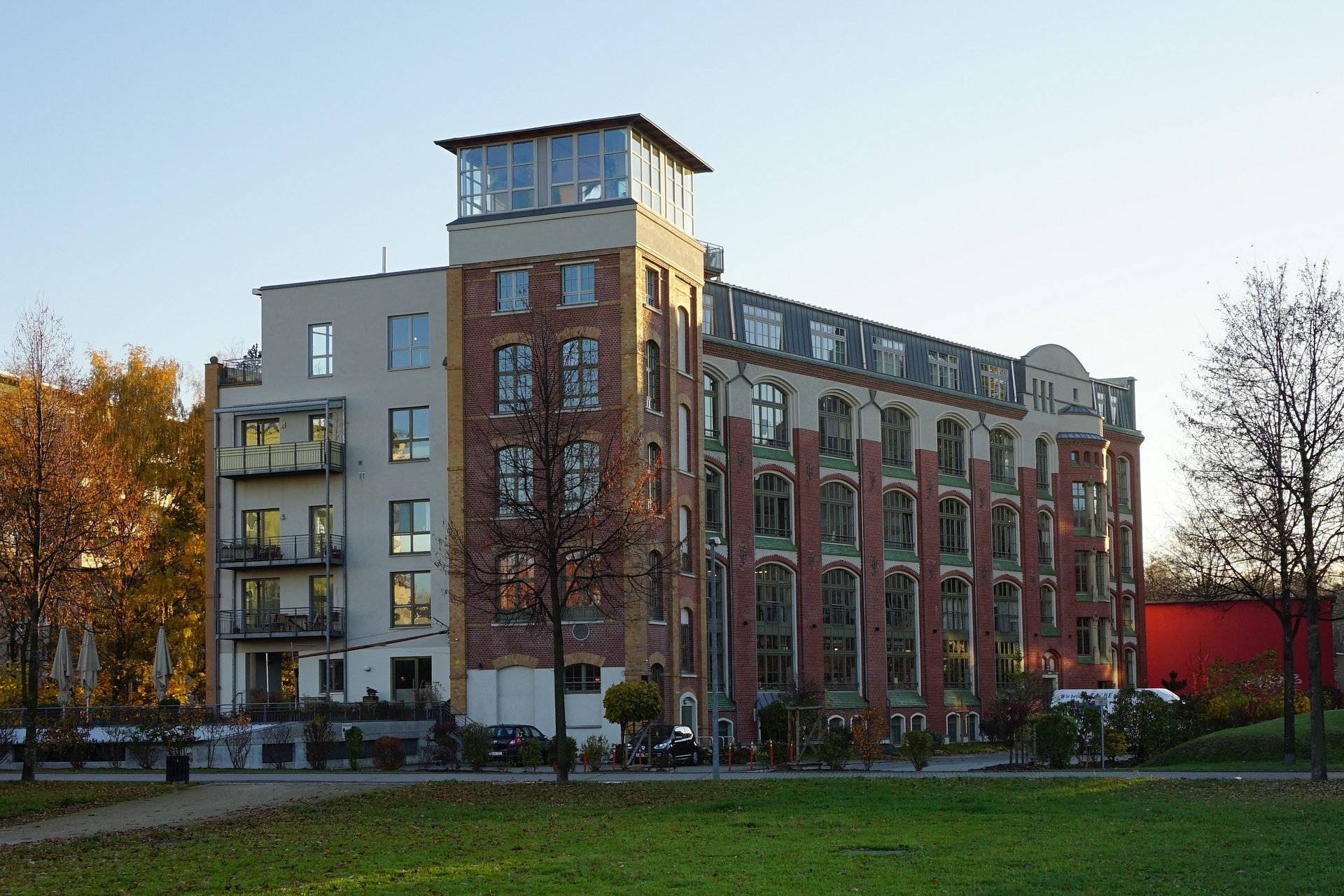
Das Wohn- und Geschäftshaus „Janssen-Fabrik“, ein umgenutztes Industriedenkmal

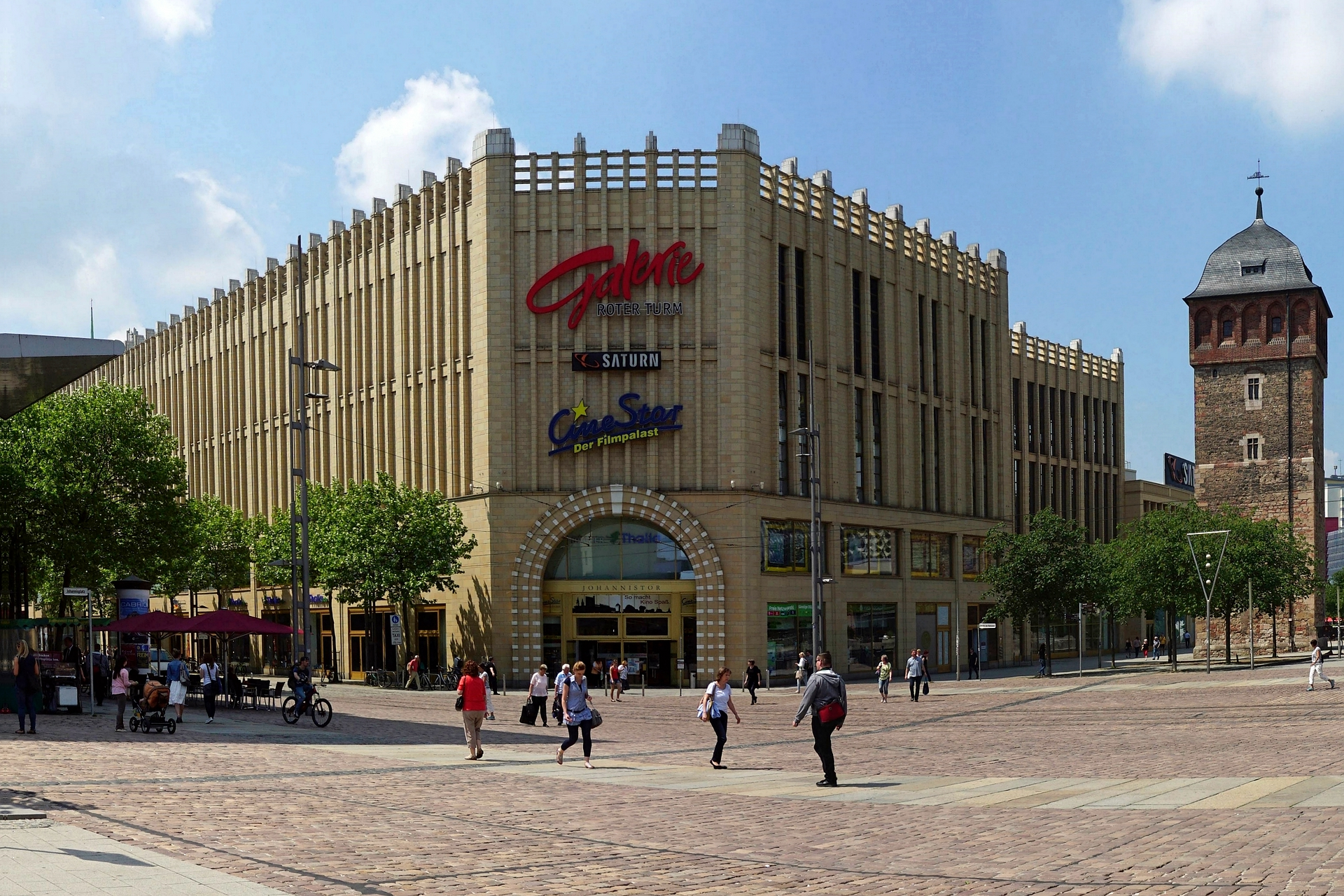
Die Galerie Roter Turm mit der von Hans Kollhoff entworfenen Fassade neben dem historischen Roten Turm

Im Vorfeld des Beitritts Sachsens zur Bundesrepublik Deutschland wurde am 23. April 1990 eine Volksabstimmung über den künftigen Namen der Stadt abgehalten. Dabei stimmten 76 % der Bürger für den alten Namen „Chemnitz“. Die offizielle Rückbenennung erfolgte am 1. Juni 1990, also noch vor dem formellen Beitritt der DDR zur Bundesrepublik Deutschland. Nach Wiedererrichtung des Landes Sachsen 1990 wurde auch der Bezirk Chemnitz aufgelöst.
Die ganze Region Chemnitz erlebte nach 1990 einen Strukturwandel. Das Fehlen der Absatzmärkte in Osteuropa betraf insbesondere die klassischen Chemnitzer Industriezweige und hatte – verbunden mit den Problemen, die mit der Privatisierung durch die Treuhandanstalt einhergingen – den Abbau von Arbeitsplätzen zur Folge. Chemnitz konnte sich mit seinem hohen Potential an gut ausgebildeten Fachkräften in den über zwei Jahrzehnten nach der Wiedervereinigung zu einem modernen Standort für Wirtschaft, Technologie und Innovation mit weltweit agierenden Unternehmen entwickeln. Seit 1995 sind in Chemnitz und der Region mehr als 7000 neue Unternehmen entstanden.
In Verbindung mit der Wiedererrichtung des Freistaates Sachsen im Oktober 1990 wurde der seit 1952 bestehende Bezirk Karl-Marx-Stadt aufgelöst. Chemnitz blieb aber weiterhin ein wichtiger Verwaltungsstandort. Von 1991 bis 2008 war Chemnitz Verwaltungssitz des Regierungsbezirkes Chemnitz. Im Zuge der sächsischen Verwaltungsneuordnung und der Kreisreform Sachsen 2008 war Chemnitz nachfolgend bis 2012 Verwaltungssitz des Direktionsbezirkes Chemnitz. Seit 1. März 2012 ist Chemnitz Hauptsitz der Landesdirektion Sachsen.
Nach 1990 wurde das kulturelle Angebot der Stadt Chemnitz ausgebaut. Es begann der Aufbau des Sächsischen Industriemuseums Chemnitz, das 1992 eröffnete und das sich seit 2003 in der rekonstruierten ehemaligen Werkzeugmaschinenfabrik „Hermann und Alfred Escher AG“ an der Zwickauer Straße befindet. 1992 erfolgte nach vierjähriger Sanierung die Wiedereröffnung des Opernhauses Chemnitz als eines der modernsten in Europa. Im September 1995 eröffnete nach 15-jähriger Bauzeit das Schloßbergmuseum Chemnitz als stadtgeschichtliches Museum im ehemaligen Benediktinerkloster St. Marien neu. Insbesondere die Kunstsammlungen Chemnitz machten unter ihrer Direktorin Ingrid Mössinger mit vielbesuchten Ausstellungen die Stadt seit den 1990er-Jahren als Kulturstadt überregional bekannt. 2004 eröffnete im ehemaligen, 1913 errichteten, Kaufhaus Tietz an der Bahnhofstraße das Kulturkaufhaus „DAStietz“, das auf rund 20.000 Quadratmetern Fläche die Volkshochschule Chemnitz, die Stadtbibliothek Chemnitz, das Museum für Naturkunde Chemnitz, die Neue Sächsische Galerie sowie Geschäfte und Cafés beherbergt. Im Jahr 2003 überführte Alfred Gunzenhauser einen großen Teil seiner privaten Sammlung deutscher Kunst des 20. Jahrhunderts in eine Stiftung mit Sitz in Chemnitz, wo zu diesem Zweck von 2005 bis 2007 der frühere Hauptsitz der Sparkasse Chemnitz aus dem Jahr 1930 zu einem Museum umgebaut wurde. Das Museum Gunzenhauser wurde am 1. Dezember 2007 vom damaligen Bundespräsidenten Horst Köhler eröffnet. Seit dem 15. Mai 2014 besitzt Chemnitz mit dem Staatlichen Museum für Archäologie Chemnitz ein Landesmuseum. Chemnitz erhielt nach 1990 außerdem eine individuelle kulturelle Prägung durch eine Vielzahl von Initiativen und Vereinen, durch Festivals und Projekte.
Nach der Wiedervereinigung waren in Chemnitz insbesondere der Wohnungsbestand zu modernisieren und die Innenstadt zu entwickeln. Infolge der aus der DDR überkommenen Eigentümerstruktur waren der nach 1945 neu entstandene Wohnungsbestand und ein Großteil der Altbausubstanz der Stadt im Eigentum weniger Wohnungsgesellschaften. Die Konzentration der Sanierungstätigkeit hier lag seit den 1990er-Jahren bei der Modernisierung der in der DDR entstandenen Bausubstanz. Chemnitz besaß trotz der Zerstörungen im Zweiten Weltkrieg 1990 noch einen Teil der Stadterweiterungen der Gründerzeit. Große Teile der Chemnitzer Gründerzeitviertel blieben in der DDR trotz punktueller Baumaßnahmen ab dem Ende der 1970er-Jahre ohne Sanierung und waren 1990 in einem schlechten baulichen Zustand. Durch diesen großen Bestand an nicht mehr bewohnbaren Gründerzeitwohnungen und dem umfangreichen Bestand an in der DDR neu gebauten Wohnungen gab es nach dem Bevölkerungsrückgang seit der Wiedervereinigung infolge von Abwanderung und Geburtenrückgang eine erhebliche Überkapazität an Wohnungen in Chemnitz. Infolge der Abrissförderung des Bundes für leer stehende Wohnungen kam es in Chemnitz unterstützt durch die städtebaulichen Planungen der Stadt in den Jahren 2005 bis 2010 zu einem umfangreichen Abriss von Altbausubstanz im Eigentum der städtischen Wohnungsgesellschaft.
Die Sanierung von Altbausubstanz in Chemnitz fand seit 1990 bis dahin fast ausschließlich auf privatwirtschaftliche Initiative statt.
„Der auch mit dem „Stadtumbau Ost“ verbundene Abriss von teilweise geschichtlich wertvollen Denkmalen aus der Gründerzeit zu Gunsten der Aufwertung von Plattenbaugebieten war daher sehr umstritten.“ Zwischen 1990 und 2007 wurden mehr als 250 Baudenkmale eingeebnet. „Nun aber dezimiert man mit kopfloser Abrisspolitik das architektonische Erbe [und] die neuen Brachen zeugen von äußerster Rücksichtslosigkeit gegenüber dem Stadtorganismus“, formuliert ein bekannter Architektur-Kritiker. Unterstützt durch den staatlich geförderten Eigenheimbau fand seit Mitte der 1990er-Jahre eine starke Abwanderungsbewegung in das Umland statt, wodurch ländlich geprägte Stadtgebiete wie Reichenhain und Adelsberg profitierten.
Gegen den Abriss der Altbausubstanz gab es in Chemnitz eine Protestbewegung der Bürgerschaft, unterstützt durch die lokale und überregionale Presse. Nach dem Ende der Abrissförderung und damit einhergehend der Abrisse kam es in den Jahren 2010 bis 2013 zu einem umfangreichen Eigentumswechsel der unsanierten Chemnitzer Altbausubstanz von der städtischen Wohnungsgesellschaft zur Privatwirtschaft. Nachfolgend entwickelte sich, begünstigt durch die Zinssituation bei der Baufinanzierung, eine stärkere Sanierungstätigkeit der Privatwirtschaft an der Chemnitzer Altbausubstanz. Teil dieser Entwicklung war das Ende der 1970er-Jahre zur Einkaufsstraße umgebaute und seit den 2000er-Jahren größtenteils von Leerstand geprägte Gründerzeitquartier Brühl.
Chemnitz besitzt einen umfangreichen Bestand an historischen Industriebauten. Durch den Niedergang von Industrie nach 1990 und die Neuanlage von Gewerbegebieten verloren die alten Industriestandorte in der Stadt die Nutzung. Viele Denkmale der Industriegeschichte konnten in Chemnitz seit 1990 durch neue Nutzungsvarianten, wie Büronutzung, Wohnnutzung oder Nutzung für gastronomische Einrichtungen saniert werden. Durch Leerstand mit einhergehendem Verfall und fehlender Initiative kam es in Chemnitz aber auch zum Abriss von zahlreichen Industriedenkmalen.
Der Neuaufbau des Karl-Marx-Städter Stadtzentrums war in der DDR nicht vollendet worden, so dass die Chemnitzer Innenstadt in den 1990er-Jahren wenig urban und von Wohnquartieren in industrieller Bauweise, Verwaltungsbauten, Freiflächen und mehrspurigen Straßen geprägt war.
Mehrere städtebauliche Planungen im Verlauf der 1990er-Jahre für den Weiterbau der Chemnitzer Innenstadt kamen nicht zur Ausführung. Erst mit der städtebaulichen Rahmenplanung für die Innenstadt im Jahr 2000, die in Anlehnung an den Grundriss der Innenstadt bis 1945 die Verdichtung des unmittelbaren Zentrumskerns um den Rathauskomplex vorsah, und dem Bau des Einkaufszentrums Galerie Roter Turm und dem Kaufhof-Kaufhaus begann eine bauliche Entwicklung der Chemnitzer Innenstadt.
Für die neuen Gebäude lieferten zahlreiche international renommierte Architekten wie Hans Kollhoff, Helmut Jahn oder Christoph Ingenhoven die Entwürfe. In den 2000er-Jahren entstand so eine neue bauliche Einfassung des Marktplatzes und des Neumarktes, sowie zwischen der Inneren Klosterstraße und dem Stadthallenkomplex die „Mittelstandsmeile“, ein kleinteiliges Quartier. In der Chemnitzer Innenstadt sind seit 1990 mehr als 66.000 Quadratmeter Einzelhandelsfläche neu entstanden.
Im Zeitraum von 2010 bis 2015 gab es  in der Chemnitzer Innenstadt kaum weitere Neubauprojekte. In den kommenden Jahren soll sich die Innenstadtentwicklung auf die unbebauten Flächen am Getreidemarkt, die Flächen an der Bahnhofstraße und auf das Quartier „Neue Johannisvorstadt“ an der Johanniskirche konzentrieren. Hierzu hat die Stadtverwaltung Chemnitz in Zusammenarbeit mit Planungsbüros städtebauliche Rahmenpläne entwickelt. Auf einer 1,5 ha großen Fläche in der Innenstadt, dem ehemaligen „Contiloch“, entstand ab 2015 ein Bürokomplex, in dem seit 2017 das Technische Rathaus der Stadt eingemietet ist. Waren seit den 2000er-Jahren in Chemnitz kaum noch Hochbauprojekte realisiert worden, wurden in der Stadt seit 2013 wieder vermehrt Mehrfamilienhäuser neu gebaut. Neue städtebauliche Planungen sehen die bauliche Verdichtung der innerstädtischen Viertel vor.
Ende August 2018 geriet Chemnitz in die überregionalen Schlagzeilen, nachdem es in der Stadt aus Anlass eines Tötungsdelikts gegen einen 35-jährigen Deutsch-Kubaner zu spontanen Bürgerprotesten, aber auch zu fremdenfeindlichen und rechtsextremen Ausschreitungen und tagelang anhaltenden Demonstrationen und Auseinandersetzungen verschiedener politischer Gruppierungen gekommen war.

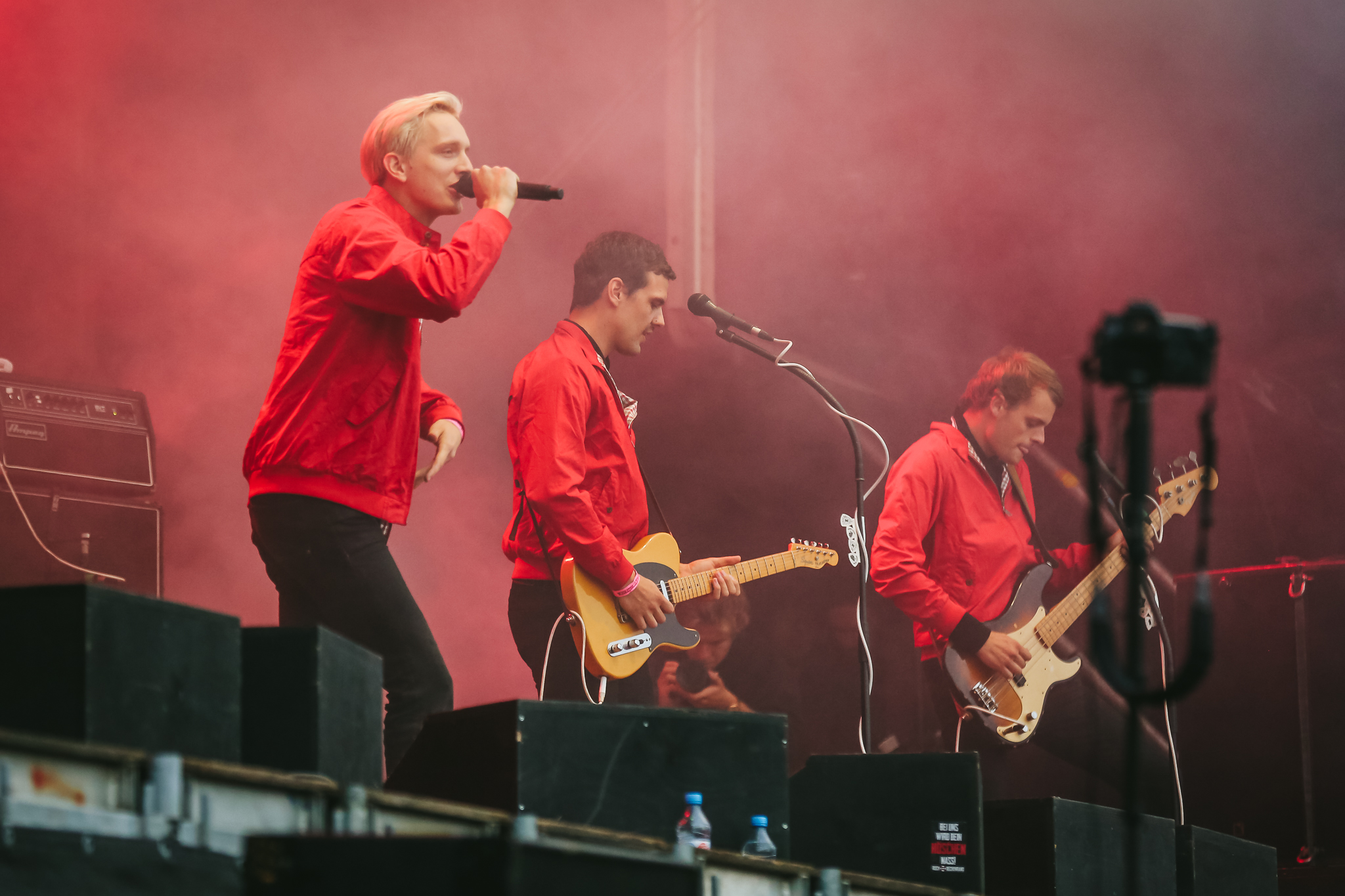
Die Chemnitzer Band „Kraftklub“ beim Protest-Konzert am 3. September 2018

Als Reaktion auf die Ereignisse und als Protest gegen die rechtsextremen Ausschreitungen fand am 3. September 2018 ein Openair-Konzert unter dem Motto „Wir sind mehr“ bekannter Bands wie den Toten Hosen und Kraftklub mit geschätzten 65.000 Besuchern statt.

## Vorstädte

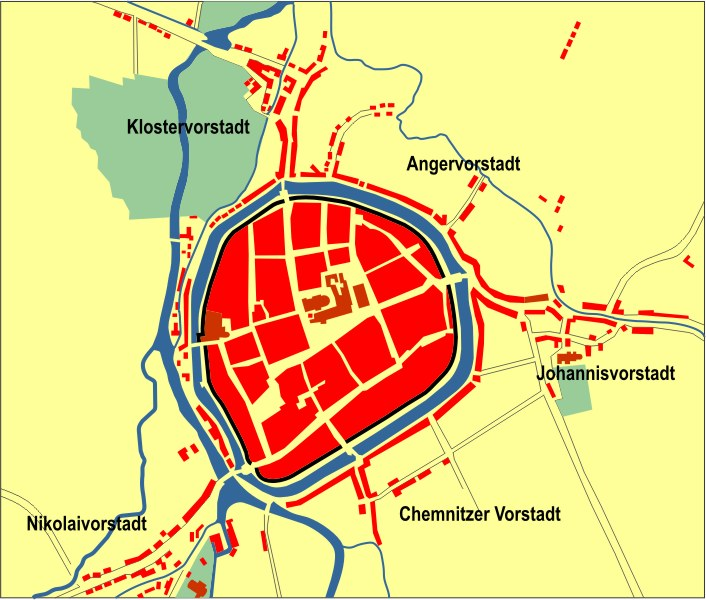
Lage der Chemnitzer Vorstädte im 17./18. Jahrhundert

Noch zu der Zeit, als die Stadt Chemnitz eine Stadtmauer umschloss, entstand vor den Toren der Stadt eine Reihe von Vorstädten. Hier siedelten sich zunächst Handwerker und Bauern an, zur Zeit der Industrialisierung entstanden dort zahlreiche Manufakturen. Zu diesen Vorstädten zählten:

### Klostervorstadt
Vor dem Klostertor lag die Klostervorstadt. Sie lag zwischen der heutigen Theaterstraße, dem nordwestlichen Teil der Brückenstraße und dem Chemnitzfluss zwischen der 1869 erneuerten Bierbrücke und dem heute verschwundenen Klostermühlgraben, nördlich der Hohen Brücke von 1926 an der Hartmannstraße. Wichtige Straßen waren vor der Umgestaltung „Karl-Marx-Stadts“ in eine sozialistische Großstadt die Äußere Kloster- und die Rochlitzer Straße.
Am Klostermühlgraben stand 1480 schon die „Klostermühle“. Zu Anfang des 17. Jahrhunderts wurden dort auf kurfürstlichen Befehl Münzen geprägt. Später beschäftigte dort Richard Hartmann etwa 200 Mitarbeiter in seiner Maschinenbaufabrik, die 1841 an die Leipziger Straße übersiedelte. Endgültig wurde sie 1952 abgebrochen und mit ihr verschwand auch der Straßenname Hinter der Klostermühle (heute zur Hartmannstraße gehörend). Nahe der „Klostermühle“ befanden sich noch eine Färberei, der alte Fuhrmannsgasthof „Zum goldenen Stern“ und zur Amtszeit Agricolas der Siechhof „Zum heiligen Geist“ für Pestkranke.
Insgesamt sechs Bleichen soll es einst zwischen dem Klostermühlgraben und dem Chemnitzfluss gegeben haben. Die ehemaligen Bleichwiesen werden heute von der Straße An der Markthalle (ehem. Hedwigstraße) durchquert. Die 1891 eröffnete Markthalle wurde zur DDR-Zeit als Lagerhalle verwendet, erst 1995 eröffnete sie wieder zweckgebunden. Die Straße Am alten Bad erinnert an das 1843 eröffnete „Hedwigbad“, welches zugunsten des neuen Stadtbades an der Mühlenstraße in den 1920er-Jahren abgebrochen wurde.
An der Rochlitzer Straße, einst wichtige Ausfallstraße nach Furth und Glösa und heute nur noch eine etwa 100 m lange Sackgasse, stand noch bis zum Zweiten Weltkrieg eine Reihe von Fabriken, so beispielsweise die Diamantschwarzfärberei von Louis Hermsdorf und auf dem Areal des Stadtbades die 1848 gegründete Werkzeugmaschinenfabrik von Johann Zimmermann.

### Angervorstadt
Das Gebiet der Angervorstadt befand sich in etwa in dem des heutigen „Brühl-Viertels“. Dort wurde vornehmlich Ackerbau und Kuhweide betrieben. Ein Kuhhirtenhäuschen befand sich an der Stelle des heutigen Dorint Kongresshotel Chemnitz. Auf dem Anger wurde bis ins 16. Jahrhundert auch Gericht gehalten, weshalb eine dorthin führende Gasse als Henkergasse bezeichnet wurde. Später wurde der Anger auch für Volks- und Schützenfeste genutzt, woraufhin sich im 19. Jahrhundert der Neustädter Markt (heute Theaterplatz) und der Schillerplatz herausbildete. Schon ab 1799 wurde mit der Bebauung des Angers, dessen Gebiet in der Folgezeit auch „Neustadt“ oder auch „Neustadt am Anger“ bezeichnet wurde, durch den Chemnitzer Architekten Johann Traugott Heinig begonnen. Er legte die später als Königstraße oder Straße der Nationen bekannte Straße an, die im Verlauf des frühen 20. Jahrhunderts zu einem Chemnitzer Einkaufs- und Geschäftszentrum wurde.

### Johannisvorstadt
Die Johannisvorstadt war das Gebiet um die Johanniskirche, welche man durch das Johannistor erreichte. Nach Abbruch dieses Tores entstand an seiner Stelle der später sehr belebte Johannisplatz, der zur DDR-Zeit Posthof genannt wurde und seinen Glanz als Dreh- und Angelpunkt vollständig verlor. Nur die Johanniskirche und die Gebäude des Kaufhauses „Schocken“, der ehemaligen „Commerz- und Privatbank“ sowie der „Dresdner Bank“ (heute „Sparkasse“) sind bis heute erhalten geblieben. Für ein waghalsiges Hochstraßenprojekt wurde in den 1960er-Jahren am Fuße der Johanniskirche sämtliche Altbausubstanz, darunter auch eine 1818 errichtete Mädchenschule, restlos abgebrochen. Der „Johannisfriedhof“ (heute Park der Opfer des Faschismus) war bis 1874 Hauptbegräbnisstätte.

### Chemnitzer Vorstadt
Die Chemnitzer Vorstadt, im 19. Jahrhundert auch als Annaberger Vorstadt bezeichnet, lag zwischen der Nikolai- und der Johannisvorstadt. Diese kleine Vorstadt reichte vom Chemnitzer Tor bis in etwa die heutige Moritzstraße. Erhalten gebliebene Gebäude sind das Kaufhaus Tietz (heute „DAStietz“, 1912 bis 1913 von W. Kreis im neoklassizistischen Stil erbaut, im Krieg ausgebrannt, 1958 bis 1963 mit verändertem Erdgeschoss und wesentlichen Veränderungen im Inneren wieder aufgebaut) und das Verlagshaus der ehem. „Chemnitzer Neuesten Nachrichten“ an der Annaberger Straße. An das alte Chemnitz Tor erinnert noch heute der Einkaufsmarkt „Am alten Stadttor“.

### Nikolaivorstadt
Die Nikolaivorstadt, ursprünglich die selbstständige Gemeinde Niclasgasse (auch Niklasgasse und weitere Schreibweisen), 1412 erstmals urkundlich erwähnt und 1844 nach Chemnitz eingemeindet, erstreckte sich vom heutigen Falkeplatz entlang der Stollberger Straße bis hin zum Kapellenberg. Benannt ist diese Vorstadt nach der aus dem 14. Jahrhundert stammenden, 1886 bis 1888 neu errichteten Nikolaikirche, die 1945 in der Bombennacht zerstört wurde und in deren unmittelbarer Nähe sich heute ein Pflegeheim befindet.
Am Walkgraben (dessen ehem. Verlauf noch heute am erhaltenen Straßenverlauf nachvollziehbar ist) befand sich eine für das Jahr 1487 bezeugte Mühle („Reisigmühle“), aus der 1488 die Saigerhütte Chemnitz hervorging – 1621/22 entstand daraus die Niclas-Tuchmacher-Walkmühle und in unmittelbarer Nähe eine Schleifmühle. An die alte 1926 abgebrochene, am Nikolaimühlgraben gelegene „Nikolai-Mühle“ (ebenso für 1486 bezeugt) erinnert heute leider nichts mehr. Jedoch gab es bis vor ein paar Jahrzehnten, bevor die Feuerwache an der Schadestraße dieses Gelände einbezog, noch eine Nikolaimühlgasse, die die Schadestraße und die Aue verband. Am östlichen Arm des Nikolaimühlgrabens befand sich auch noch die „Kempnitzmühle“.

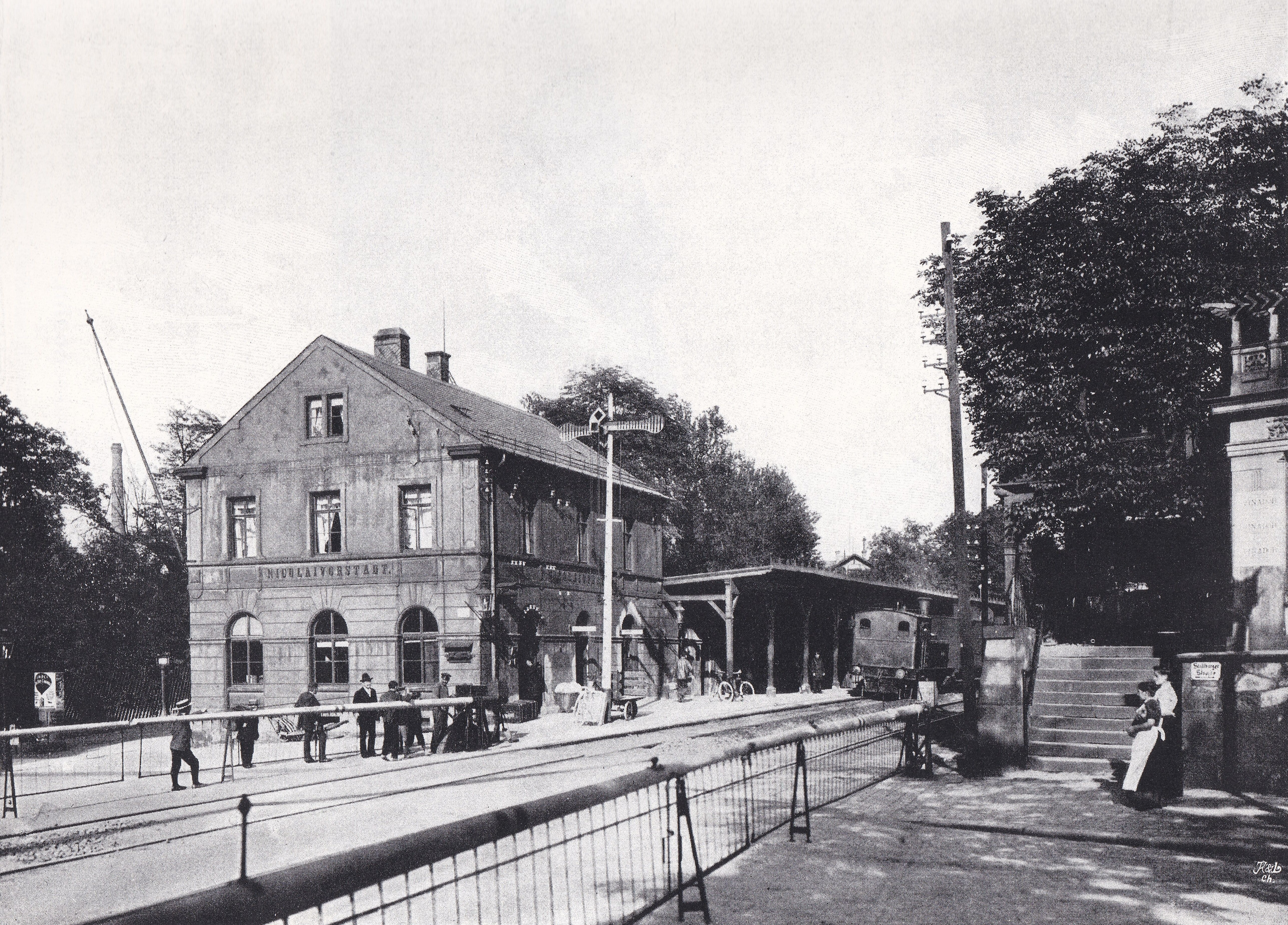
Damalige Haltestelle Nicolaivorstadt um 1900 an der Stollberger Straße

Wie im nahe gelegenen Kaßberg, entstanden zu Beginn des 16. Jahrhunderts südlich vom Deubners Weg am Nordosthang des Kapellenberges Kelleranlagen, die zur Aufbewahrung des Chemnitzer Lagerbieres dienten. Für die Jahre 1709–1718 ist sogar Bergbau im Kapellenberg und im benachbarten Hüttenberg nachgewiesen.
Der heutige Haltepunkt Chemnitz Mitte an der Bahnstrecke Dresden–Werdau wurde 1860 als Haltestelle Nicolaivorstadt eröffnet und trug den Namensbestandteil Nicolai- in unterschiedlichen Varianten bis 1953. In einem Stadtplan von 1897 ist die Eisenbahn-Haltestelle als St. Nicolai vermerkt.

## Ehemalige Garnison

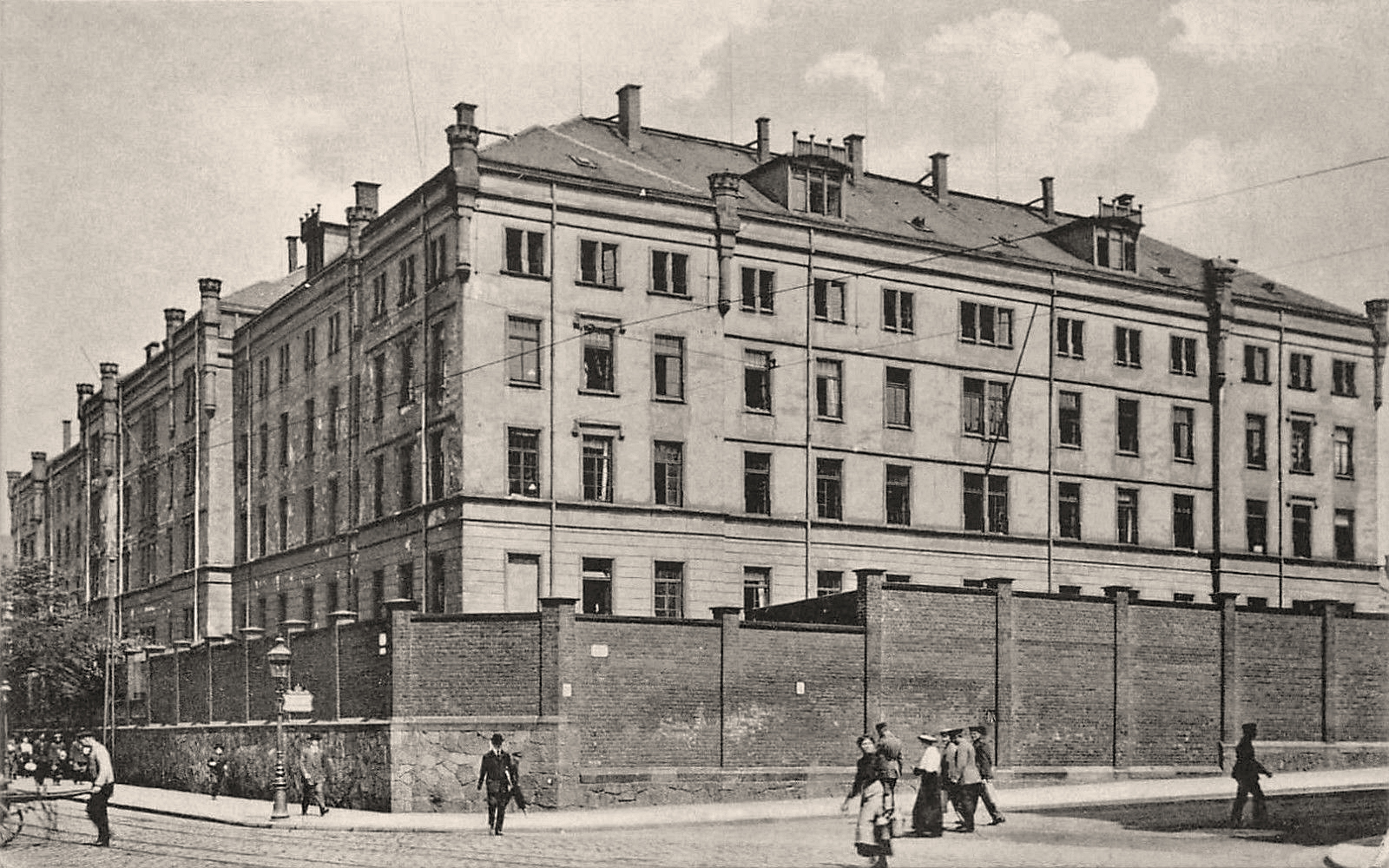
Die im Zweiten Weltkrieg zerstörte ehemalige Kaserne des 104. Regiments, im Volksmund „Menschenfalle“, an der Ritterstraße um 1910

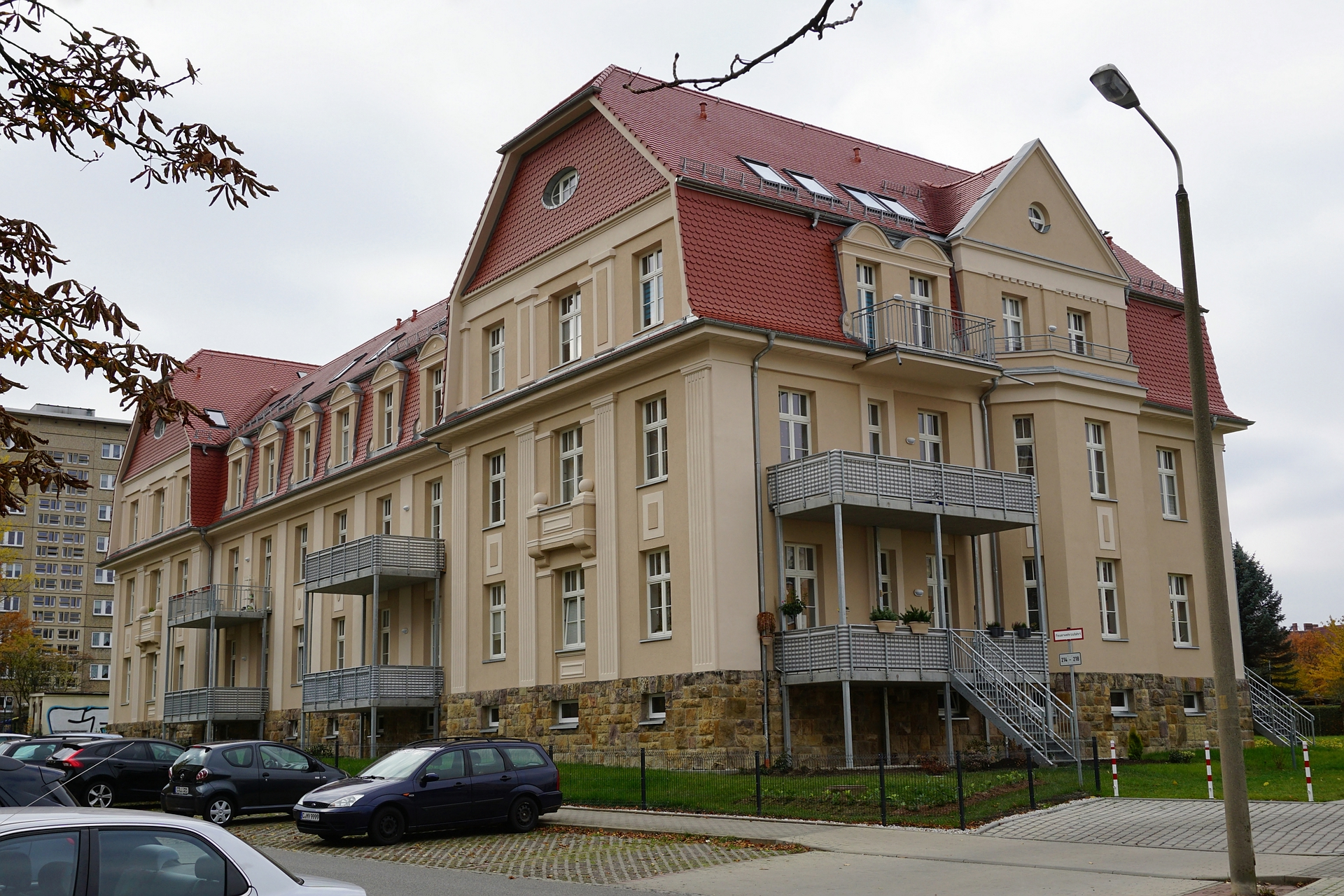
Das ehemalige Stabs- und Kasernenverwaltungsgebäude des III. Bataillons des Infanterieregimentes Nr. 104 an der Geibelstraße

Die Geschichte der Garnisonsstadt Chemnitz reicht bis in das Jahr 1644 zurück, als Chemnitz kursächsische Garnisonsstadt wurde. 1739 erfolgte der Bau der Militärhauptwache am Topfmarkt (Teil des Neumarktes). 1850 wurde der Bau der neuen Kasernen an der Zschopauer Straße vollendet, die 1870 bis 1872 baulich noch wesentlich erweitert wurden. So entstand nahe der Inneren Stadt für das ab 1877 komplett nach Chemnitz verlegte Infanterieregiment „Prinz Maximilian“ ein geschlossener Kasernenkomplex mit Exerzierplatz, Exerzierhalle, Offizierswohnungen, Verwaltungsgebäude, Militärbauamt, Militärhospital und Militärgericht. Das Regiment, das im Zuge mehrerer Umgliederungen in der Sächsischen Armee mehrmals umbenannt wurde und zuletzt von 1903 bis zu seiner Auflösung 1919 den Namen Infanterieregiment „Kronprinz“ Nr. 104 trug, behielt die Garnison an der Zschopauer Straße bis zu seiner Auflösung im Jahre 1919.
Da bauliche Erweiterungen auf dem Gelände an der Zschopauer Straße nicht mehr möglich waren, wurden die notwendigen Gebäude für die neue Maschinengewehr-Kompanie des 5. Kgl. Sächs. Infanterieregiments „Kronprinz“ Nr. 104 an der Kreherstraße errichtet. 1913 begann die Planung für eine weitere Kasernenanlage auf dem gleichen Gelände zwischen Breitenlehnweg (heute Liselotte-Herrmann-Straße) und der Kreherstraße für das III. Bataillon des Infanterieregimentes Nr. 104. Durch den Ausbruch des Ersten Weltkrieges konnte die geplante Anlage aus vier Mannschaftshäusern, einem Stabsgebäude, zwei Familienhäusern, einem Offiziers-Speisesaal, einem Kammergebäude und einer großen Exerzierhalle nur teilweise gebaut werden. Die Gebäude wurden nach 1945 zu Wohnzwecken genutzt und werden nach Leerstand seit 2013 zu einer Eigentumswohnanlage umgebaut. Die Kaserne an der Zschopauer Straße wurde im Zweiten Weltkrieg zerstört und das Gelände um 1960 mit neuen Wohngebäuden bebaut. Teile des Militärgerichtsgebäudes an der Ritterstraße blieben erhalten.
An der Planitzstraße entstand ab 1902 auf einem 120.000 m² großen Areal der Kasernenkomplex für das 1900 aufgestellte und als Garnison der Stadt Chemnitz zugewiesene 15. Königlich-Sächsische Infanterie-Regiment Nr. 181. Zeitgleich zum Bau der Kaserne wurde am Zeisigwald das Garnisonslazarett errichtet. Am 1. Oktober 1905 erfolgte die Verlegung des 3. Königlich-Sächsischen Ulanen-Regiments Nr. 21 „Kaiser Wilhelm II., König von Preußen“ in die Kaserne. Im selben Jahr fand die erste Erweiterung der Kasernenbauten durch eine Kavalleriekaserne statt. 1909 wurden Kasernengebäude für die MG-Kompanie sowie eine Waschanstalt und das Proviantamt errichtet. Nach der Entmilitarisierung Deutschlands durch den Vertrag von Versailles wurde der Kasernenkomplex für öffentliche Einrichtungen genutzt, darunter die sächsische Landespolizei. Aus dem Garnisonslazarett wurde ein öffentliches Krankenhaus (heute Zeisigwaldkliniken Bethanien Chemnitz). Bei der Aufrüstung der Wehrmacht wurde das Gelände 1935 erneut vom Militär übernommen. Nach dem Ende des Zweiten Weltkrieges wurde die Kaserne am 26. Mai 1945 durch die sowjetischen Besatzungstruppen – das 841. Tschernowetzer Garde-Artillerie-Regiment (11. Rotbanner Garde-Panzerdivision) – bezogen. Das Lazarett wurde an die Stadt Chemnitz als Krankenhaus übergeben, als neues Lazarett diente die ehemalige Kaserne in Chemnitz-Ebersdorf. Die stationierten Truppen wechselten in den folgenden Jahren mehrfach, meist waren Artillerie und Raketentruppen mit in Spitzenzeiten bis zu 4000 Mann in der Kaserne an der Leninstraße stationiert. 1990 bis 1993 erfolgte der Abzug der sowjetischen/russischen Truppen. Bis auf zwei Nebengebäude wurde die Kasernenanlage nach langem Verfall der Bausubstanz abgerissen. Das Gelände wurde nachfolgend mit der neuen Körperbehindertenschule der Stadt Chemnitz bebaut.
Eine weitere große Kasernenanlage in Chemnitz befand sich mit der König-Friedrich-August-Kaserne in Ebersdorf. Von 1912 bis 1915 wurde diese für das bis dahin in Riesa stationierte Reserve-Feldartillerie-Regiment Nr. 68 errichtet. Im Ersten Weltkrieg wurde die Kaserne als Kriegsgefangenenlager genutzt und anschließend zu einer Wohnanlage umgebaut. In den 1920er-Jahren war in den Gebäuden die Automobilfertigung der Moll-Werke AG untergebracht. 1935 wurde das Areal von der Nachrichten-Abteilung 24 der 24. Infanterie-Division übernommen und um mehrere Gebäude erweitert. Ab 1946 diente die Kaserne als Lazarett der sowjetischen Truppen. Von 1983 an war in Ebersdorf die 288. Artillerie-Brigade stationiert. Die fast komplett erhaltene Kasernenanlage stand seit der Wende leer, wurde dann denkmalgerecht saniert und zu einer Eigentumswohnanlage umgebaut.

## Eingemeindungen

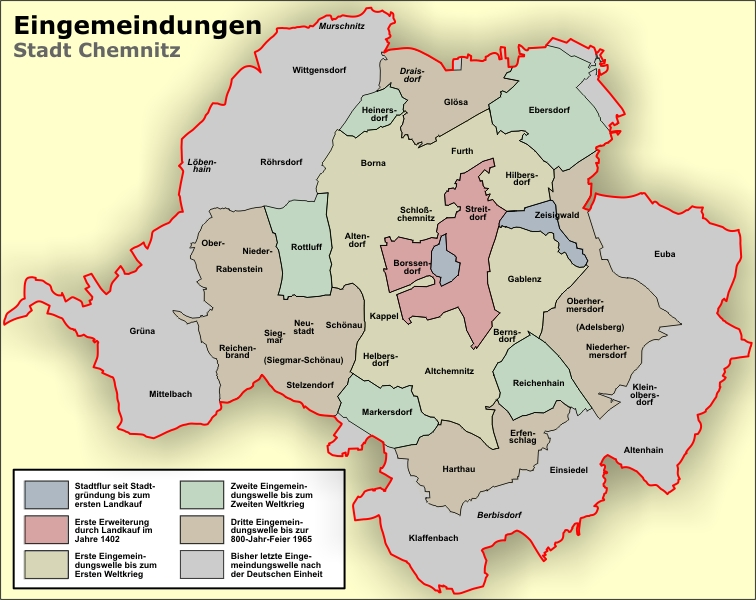
Eingemeindungen nach Chemnitz

Schon zu Beginn des 15. Jahrhunderts benötigte die Stadt Chemnitz Platz für das angesiedelte Handwerk, denn bisher beschränkte sich das Stadtgebiet auf nur wenige Meter um die Stadtmauer und um „des Keisers Forste“. Daraufhin erweiterte die Stadt erstmals ihr Territorium mit dem Kauf von zwei wüsten Ortschaften und Teilen von anliegenden Klosterdörfern. Mit Einsetzen der Industrialisierung in und um Chemnitz begann von neuem eine Stadterweiterung, um den Bedürfnissen der Industrie und der Einwohnerentwicklung sowie der Stadt Chemnitz selbst nachzukommen. Die Eingemeindungen erfolgten in mehreren Etappen, so geschehen vor der Jahrhundertwende, vor dem Ersten Weltkrieg, vor dem Zweiten Weltkrieg, nach der Gründung der DDR und nach der Deutschen Einheit. Zusätzlich kam es auch zu zahlreichen Grenzverschiebungen zugunsten der Stadt Chemnitz vor und nach der Wiedervereinigung.
Der Eingemeindungsprozess entwickelte sich wie folgt:
| Eingemeindung      | Gemeinde oder Ortsteil |
| ------------------ | --- |
| 29. September 1402 | Borssendorf, Streitdorf, Teile von Bernsdorf und Gablenz |
| 1. Juli 1844       | Niklasgasse |
| 1. Oktober 1880    | Schloßchemnitz (1859 aus Schloßvorwerk und Schloßgasse gebildet) |
| 22. Mai 1885       | „Küchwald“ |
| 2. Januar 1887     | „Schösserholz“ |
| 1. Oktober 1894    | Altchemnitz |
| 1. April 1900      | Gablenz |
| 1. Juli 1900       | Altendorf |
| 1. Oktober 1900    | Kappel |
| 1. April 1904      | Hilbersdorf |
| 1. April 1907      | Bernsdorf |
| 1. Oktober 1909    | Helbersdorf |
| 24. Februar 1911   | Teile vom Staatsforst „Zeisigwald“ |
| 1. Juli 1913       | Borna und Furth |
| 26. Januar 1914    | „Der Schnelle Markt“ von Ebersdorf |
| 1. Juli 1919       | Ebersdorf und Markersdorf |
| 1. Juli 1922       | Heinersdorf |
| 1. Oktober 1926    | Rottluff |
| 1. Januar 1929     | Reichenhain |
| 1. Juli 1950       | Adelsberg (1934 aus Ober- und Niederhermersdorf gebildet), Erfenschlag, Glösa (mit dem 1933 eingegliederten Draisdorf), Harthau, Rabenstein und Stadt Siegmar-Schönau (gebildet am 1. Oktober 1935 durch den Zusammenschluss der Stadt Siegmar und der Gemeinde Schönau; zur Stadt gehörten auch die ehemaligen Gemeinden Reichenbrand ¹, Neustadt ² und Stelzendorf ³) |
| 7. November 1950   | Teile vom Staatsforst „Zeisigwald“ |
| 9. Dezember 1953   | Teile von Auerswalde |
| 16. März 1957      | Teile von Auerswalde |
| Ende 1970er        | Teile von Neukirchen/Erzgeb. |
| 25. März 1994      | Euba |
| 1. Januar 1996     | Teile von Lichtenwalde |
| 1. Januar 1997     | Einsiedel (mit dem bereits am 15. Juli 1936 eingegliederten Berbisdorf), Klaffenbach und Kleinolbersdorf-Altenhain |
| 1. Januar 1999     | Röhrsdorf, Grüna, Wittgensdorf (mit dem Ortsteil Murschnitz) und Mittelbach |

- ¹ = Reichenbrand wurde am 1. April 1922 nach Siegmar eingemeindet
- ² = Neustadt wurde am 1. April 1922 nach Schönau eingemeindet
- ³ = Stelzendorf wurde am 1. Oktober 1920 nach Siegmar eingemeindet

(Quelle: Chemnitzer Bürger-Buch 2000/2001)
Nach Wiedererrichtung des Landes Sachsen 1990 wurde auch der Bezirk Chemnitz aufgelöst.
Im Rahmen der Kreisreform in Sachsen 1994 wurde der Landkreis Chemnitz aufgelöst. Ein Teil wurde mit den Landkreisen Hohenstein-Ernstthal und Glauchau zum neuen Landkreis Chemnitzer Land zusammengeschlossen. Der andere Teil ging im Landkreis Mittweida auf, einige Gemeinden kamen auch zum Mittleren Erzgebirgskreis und zum Landkreis Stollberg. Seit längerem gibt es auch Bestrebungen, die Gemeinde Neukirchen nach Chemnitz einzugliedern. Dies scheiterte bis heute am Widerstand des Landkreises Stollberg und der Gemeinde Neukirchen selbst. Chemnitz blieb kreisfreie Stadt.